# St. Wendel

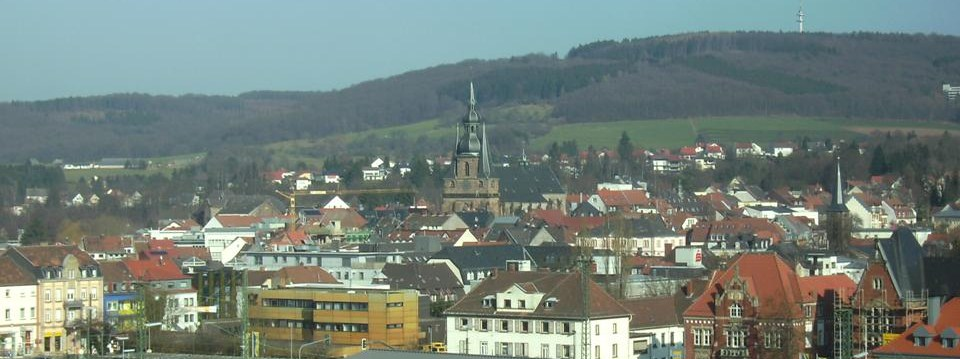
Blick auf die Kernstadt (Standort: West-Süd-West)

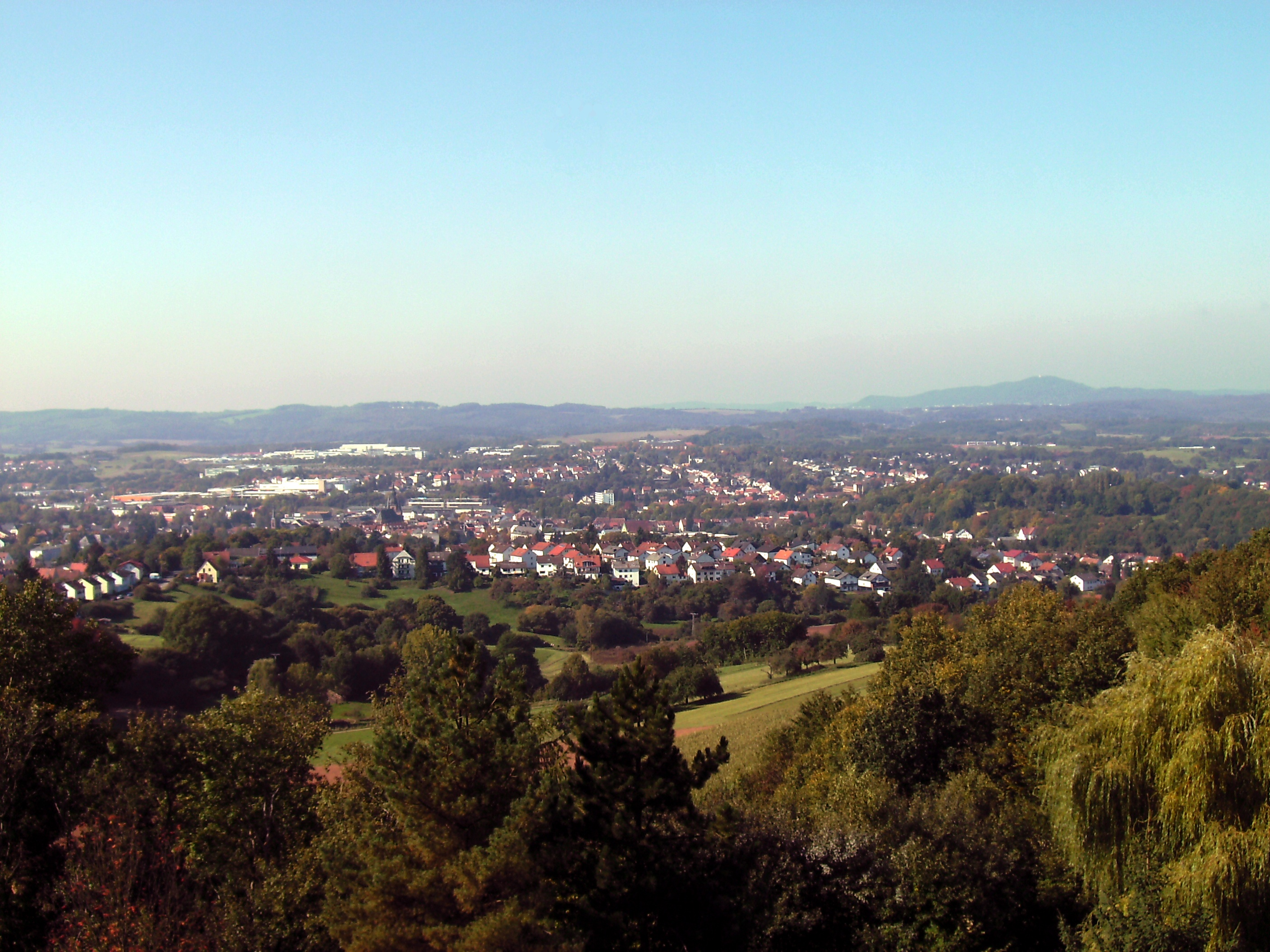
Blick vom Bosenberg her; im Hintergrund der Schaumberg

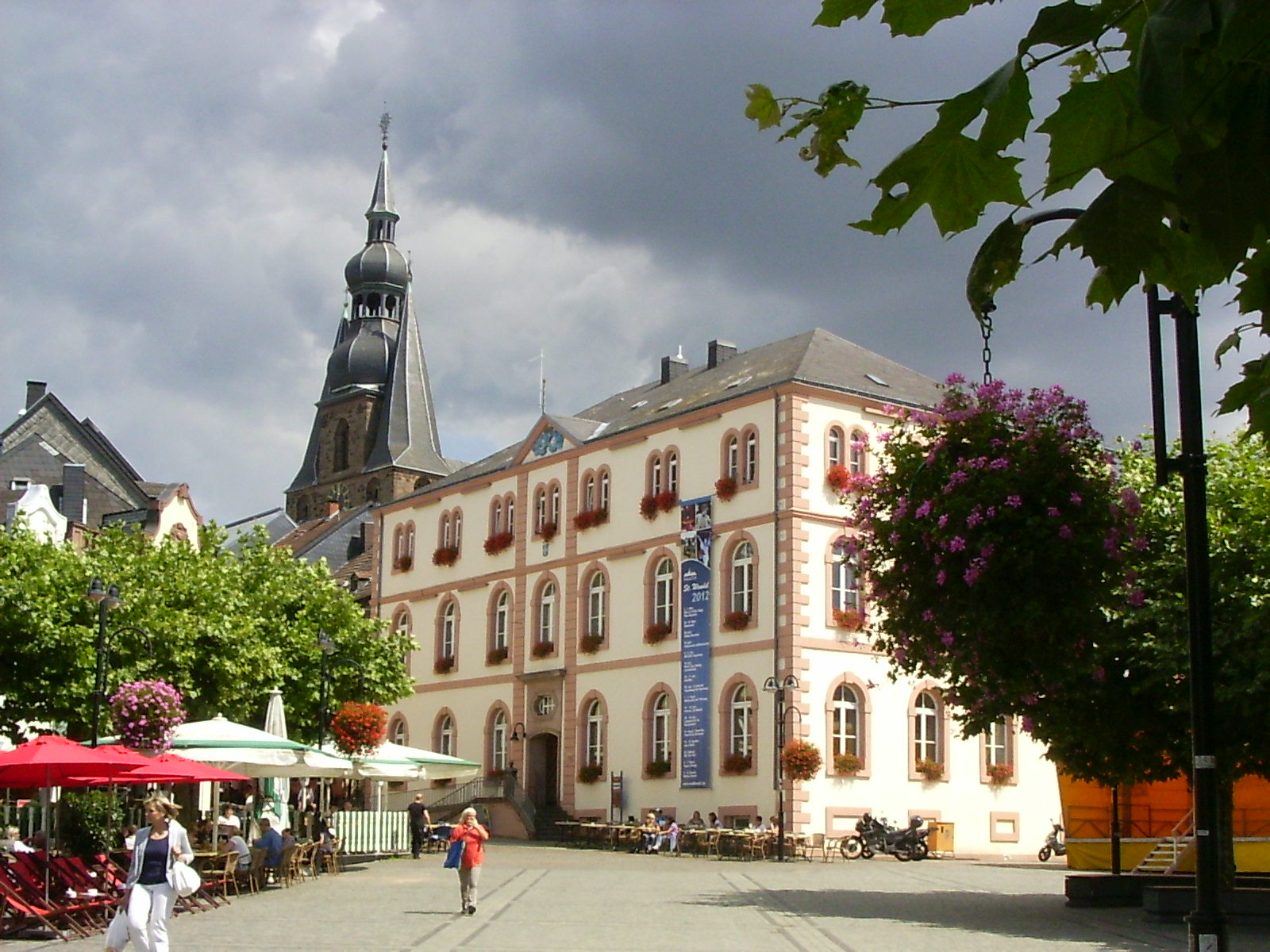
Altes Rathaus am Schlossplatz

St. Wendel (ⓘ) ist die Kreisstadt des gleichnamigen Landkreises im Nordosten des Saarlandes. Sie liegt rund 36 km nordöstlich der Landeshauptstadt Saarbrücken und ist nach dem heiligen Wendelin benannt.

## Geographie

### Geographische Lage
St. Wendel liegt an der Blies am Fuß bzw. westlich des Bosenbergs auf einer Höhe von 286 m ü. NN. (Fruchtmarkt). Höchste Erhebung ist der Bosenberg mit 485 m, die tiefste Stelle mit 260 m ist die Stelle, an der die Blies das Stadtgebiet nach Ottweiler verlässt.

### Stadtgliederung
Zu St. Wendel gehören 16 Stadtteile, diese sind Bliesen, Bubach, Dörrenbach, Hoof, Leitersweiler, Marth, Niederkirchen, Niederlinxweiler, Oberlinxweiler, Osterbrücken, Remmesweiler, Saal, Urweiler, Werschweiler, Winterbach und die Kernstadt St. Wendel.

### Klima
Der Jahresniederschlag beträgt 941 mm und liegt damit im oberen Fünftel der von den Messstellen des Deutschen Wetterdienstes erfassten Werte. Über 81 % zeigen niedrigere Werte an. Der trockenste Monat ist der April; am meisten regnet es im Dezember. Im niederschlagreichsten Monat fällt etwa 1,6mal mehr Regen als im trockensten Monat. Die jahreszeitlichen Niederschlagschwankungen liegen im mittleren Drittel. In 53 % aller Orte schwankt der monatliche Niederschlag weniger.

## Geschichte

### Wappen
Blasonierung
In Blau ein durchgehendes goldenes Kreuz, bewinkelt von vier silbernen/weißen Lilien. Die Stadtfarben sind: Blau-Weiß bzw. Blau-Silbern.

Herkunftswappen des St. Wendeler Stadtwappens
Wappenschild des Erzbistums und Kurfürstentums Trier
Wappen des Königreiches Schottland mit einem roten steigenden Löwen auf goldenem Grund, umgeben von Lilien-Doppelbalken
Flagge Schottlands mit weißem Andreaskreuz auf blauem Grund

Historischer Hintergrund

Flagge der Stadt St. Wendel

Der Ort St. Wendel hatte am 23. August 1332 unter Vermittlung des Trierer Landesherrn, Kurfürst Balduin von Luxemburg, durch Kaiser Ludwig den Bayern auf dem Reichstag zu Nürnberg Privilegien des Frankfurter Stadtrechtes erhalten. Aufgrund der historischen Zugehörigkeit des Ortes St. Wendel zum Erzstift Trier ist im heutigen Wappen das Trierer Georgs-Kreuz (Rotes Kreuz auf silbernem Grund) enthalten, allerdings in abweichenden Farben. Die heutige Farbenabweichung von silbernem Grund zu blauem Grund und von rotem Kreuz zu goldenem Kreuz wurde bei der Wappenbegründung nicht eigens erklärt. Das Gold des St. Wendeler Kreuzes stimmt überein mit dem Goldgrund des schottischen Löwenwappens, der blaue Grund entspricht dem blauen Grund der schottischen Flagge. Das rote Trierer Kreuz erschien bereits erstmals im Jahr 1442 in einem St. Wendeler Stadtsiegel, in dem der Schutzpatron der Stadt, der heilige Wendelin, enthalten ist und als Schild das Trierer Wappen trägt. An ihn erinnern im heutigen Wappenschild die vier Lilien, die dem schottischen Königswappen (Roter Löwe auf goldenem Grund umgeben von Zwillingsfäden mit Lilien) entnommen sind. Die legendarische Überlieferung bezeichnet nämlich den heiligen Wendelin als schottischen Königssohn. Im Jahr 1465 sandte die Pfarrei St. Wendel zwei Pfarrangehörige nach Schottland, um die legendarisch tradierte königlich-schottische Herkunft des heiligen Wendelin zu recherchieren. Nach angeblich positiver Bestätigung wurde fortan das schottische Löwenwappen im Siegel der Pfarrei St. Wendel geführt. Das St. Wendeler Kreuz-Lilien-Wappen mit der heutigen Blasonierung wurde im Jahr 1907 eingeführt. Die in der Gebietsreform des Jahres 1974 um die Gemeinden Bliesen, Bubach im Ostertal, Dörrenbach, Hoof, Leitersweiler, Marth, Niederkirchen im Ostertal, Niederlinxweiler, Oberlinxweiler, Osterbrücken, Remmesweiler, Saal, Urweiler, Werschweiler und Winterbach vergrößerte Stadt hat dieses historische Wappen ohne die früher geführte dreitürmige Mauerkrone bei der Regierung des Saarlandes zur Verleihung beantragt. Dem wurde mit dem Amtsblatt vom 24. November 1975, Seite 1251, entsprochen. Die blau-silberne/weiße Stadtflagge von St. Wendel greift den blauen Grund des Stadtwappens und das Silbern/Weiß von dessen Lilien sowie die Farben der Flagge Schottlands auf.

### Von den Anfängen bis Mitte des 19. Jahrhunderts
Den Kern der Stadt St. Wendel bildete wahrscheinlich der Hof eines Grundherrn aus der Zeit der Merowinger (spätes 6. Jahrhundert) namens Baso. So entstand der Ortsname Basonevillare, d. h. Landgut des Baso. Dieser Name hätte sich in unserer Zeit vermutlich zu Bosenweiler weiterentwickelt – wäre die Wendalinusverehrung nicht gewesen. Basos Hof lag auf der Schulter des Bosenbergs, zwischen dem Todbach und dem Bosenbach.
Mitte des 7. Jahrhunderts kaufte der Bischof von Verdun, Paulus, Basonevillare. Außerdem erbte er von einem fränkischen Adeligen, Adalgisil mit dem Beinamen Grimo, die Stiftung Tholey (damals noch ohne Kloster). Auf diese Weise kam das Gebiet von St. Wendel auf Jahrhunderte zu Verdun. Um 600 lebte hier vermutlich ein Mann, der nach seinem Tod von der Bevölkerung stark verehrt wurde. Daraus entstand der Kult um den heiligen Wendelin (lat. Wendalinus). Infolge dieser Verehrung entwickelte sich in den Jahrhunderten nach seinem Tode eine ausgedehnte Wallfahrt, was schließlich dazu führte, dass der alte Siedlungsname Basonevillare im Laufe des 11. und 12. Jahrhunderts durch St. Wendel ersetzt wurde.
Die Grafen von Blieskastel, deren Besitz sich vom nördlichen Lothringen zu beiden Seiten der Blies quer über den Hunsrück bis nach Bernkastel an der Mosel, dem heutigen Bernkastel-Kues, erstreckte, legten im 10. Jahrhundert in den Bliesniederungen (heute Bereich der Tiefgarage in der Mott) möglicherweise eine Wasserburg an, die dem Schutz des aufstrebenden Wallfahrtsortes diente. Diese Wasserburg bestand typischerweise aus einem aufgeschütteten Erdhügel mit einem Wohnturm, umgeben von einem Palisadenzaun und einem Wassergraben. Eine solche Anlage nannte man Motte. Aus dem Vorhandensein des Flurnamens „Mott“ wird in St. Wendel auf diese frühe Burganlage geschlossen; Belege und Anzeichen dafür sind sonst keine vorhanden.
Im 9. oder frühen 10. Jahrhundert entstand eine Kirche am Standort der heutigen Basilika, in der heute die Reliquie „Heiliger Wendalinus“ verwahrt wird. Parallel zur Wallfahrt entstanden mehrere Märkte, u. a. der Wendelsmarkt, der zentrale Markt der gesamten Umgebung für Vieh, Kleidung und Gebrauchsgegenstände. Burg, Hof und Kirche wuchsen erst im 14. Jahrhundert allmählich zusammen.
1326/28 erwarb der Trierer Kurfürst und Erzbischof Balduin von Luxemburg Burg und Dorf St. Wendel. Mit dem Erwerb St. Wendels durch Balduin entwickelte sich die Siedlung nach und nach zu einer mittelalterlichen Stadt. Erster kurtrierischer Amtmann (Burggraf) des Amtes St. Wendel wurde Jakob (Jacomin) von Montclair (Monkler). Als Vertreter des Kurfürsten ließ er nach 1328 eine neue Burg errichten. Es wird angenommen, dass auf Erzbischof Balduins Geheiß mit dem Bau der neuen Pilgerkirche begonnen wurde. Auf dem Reichstag zu Nürnberg erhielt Balduin 1332 von Kaiser Ludwig dem Bayern das sog. Sammelprivileg für 29 Städte, Dörfer, Burgen und Kapellen seines Bereichs, die er mit den Rechten, wie sie das Frankfurter Stadtrecht enthielt, ausstatten konnte. Der St. Wendeler Historiker Max Müller hat diese Urkunde in seinem Standardwerk Die Geschichte der Stadt St. Wendel. Von ihren Anfängen bis zum Weltkriege von 1927 als „Stadtrechtsurkunde für St. Wendel“ interpretiert, obwohl von einer förmlichen Verleihung der Stadtrechte zu diesem Zeitpunkt nichts bekannt ist. Balduins Nachfolger, Erzbischof Werner von Falkenstein, ließ jedenfalls erst 1388 eine 650 Meter lange Mauer rings um die Stadt errichten; den Zugang zur Innenstadt bildete damals ein einziges Tor im Osten (heute obere Balduinstraße, unweit der Einmündung vom Alten Woog). Zu dieser Zeit lebten etwa 500 Menschen in St. Wendel.
Der heutige Fruchtmarkt war schon lange Marktplatz gewesen, als er 1440 durch die Schenkung eines „Kaff“ genannten Platzes westlich der Kirche deutlich aufgewertet wurde. Diese Schenkung des Trierer Erzbischofs Jakob I. von Sierck an die Pfarrei erfolgte mit der Maßgabe, an dem genannten Platz eine gemeyne hallen und kauffheyß zum Schutz der Handelswaren vor regen und ungewidder zu errichten. Daraus entstand später das erste Rathaus. In den Häusern rund um die Pfarrkirche siedelte sich die mittelständische Bürgerschicht (meist Handwerker und Händler) an. Es bildeten sich Zünfte, die ein Mitspracherecht in der Stadtverwaltung durch die Schöffen erlangten. 1455 entstand das St. Wendeler Hospital als private Stiftung; 1460 wurde unter dem Pfarrherr Nikolaus von Cues die Pfarrkirche fertiggestellt. Mitte des 15. Jahrhunderts war die Einwohnerzahl auf 700 gestiegen.

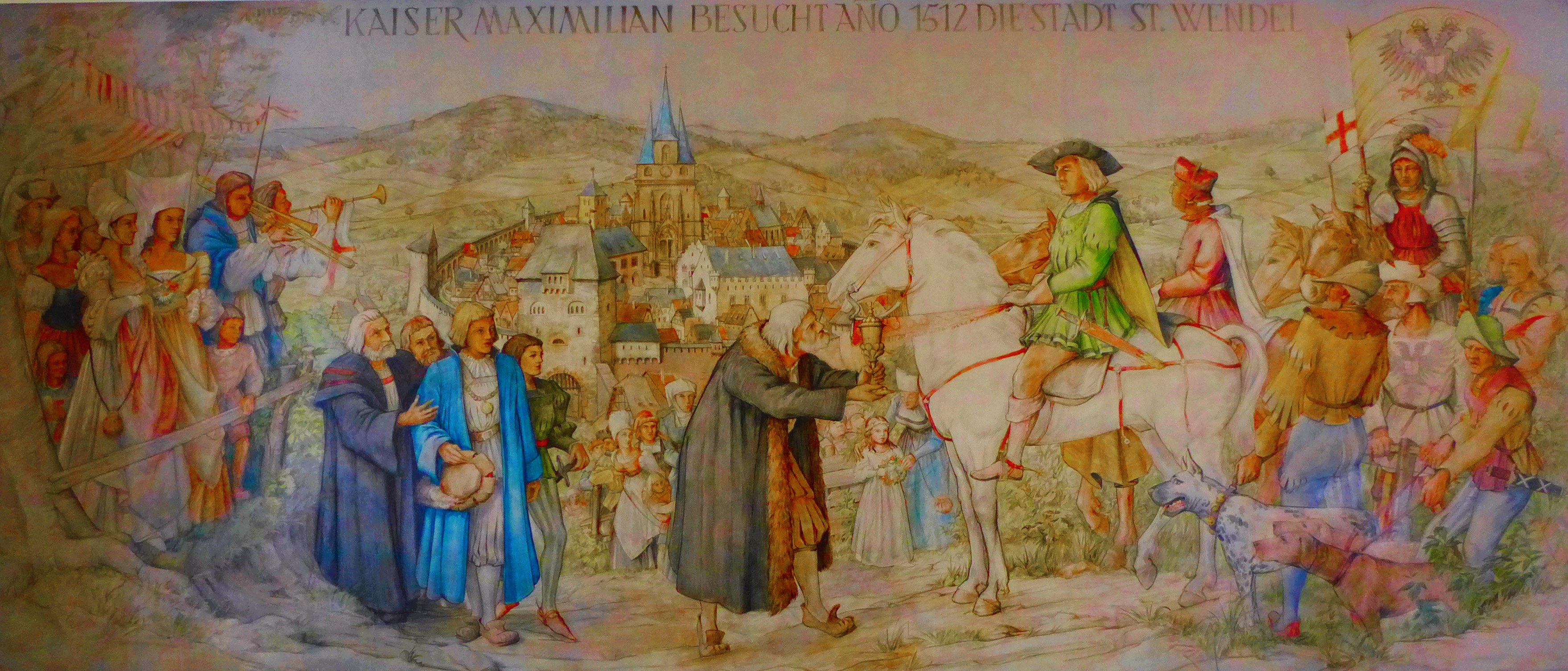
St. Wendel, Gemälde im Sitzungssaal des Rathauses „Kaiser Maximilian besucht anno 1512 die Stadt St. Wendel“, 2,50 m × 6,00 m (Walter Hannig)

Im Jahr 1512 besuchte Kaiser Maximilian während seines Aufenthaltes beim Trierer Reichstag die Stadt St. Wendel.
Im September 1522 erlebte die Stadt die einzige Belagerung ihrer Geschichte durch die Truppen Franz von Sickingens. Nach zwei Tagen Dauerbeschuss auf die Mauer (die aber standhielt) und dreimaligem vergeblichen Sturm durch Sickingens Truppen kapitulierte die kurtrierische Besatzung (60 Reiter). Während Franz nach Trier weiterzog, verblieb sein Sohn Johann in der Stadt. Die Belagerung Triers musste am 14. September erfolglos abgebrochen werden, und Teile des Heeres zogen sich über St. Wendel zurück. Daraufhin erschienen zwei Kompanien trierischen Fußvolkes und ein Fähnlein Reiter vor der Stadt und verlangten die Übergabe. In der folgenden Nacht flüchtete Johann von Sickingen durch „eine Bresche in der Stadtmauer“. Diese Stelle, die niemals genau lokalisiert werden konnte, wird heute noch „Sickinger Loch“ genannt (vermutlich gab es dieses Loch in der Mauer gar nicht, da die Mauer nirgends eingestürzt war). An die Belagerung erinnert eine Inschrift und eine eingemauerte Kanonenkugel an einem Strebpfeiler an der Südseite der Wendalinusbasilika, die aber erst 1922 dort angebracht wurde.
1514 und 1589 wurden große Teile der Stadt durch Feuersbrünste in Schutt und Asche gelegt. Fast 50 Jahre später brachten Einquartierungen und Kontributionen (Beiträge zum Unterhalt von Besatzungstruppen) während des Dreißigjährigen Krieges (1618–1648) die Stadt an den Rand des Ruins.
Am 2. Februar 1677 wurden alle Häuser von französischen Truppen unter dem General Comte de Bissy, dem Nachfolger Turennes, bis auf wenige Ausnahmen niedergebrannt (Lichtmess 1677). Die Stadtmauer wurde geschleift. Auch das alte Rathaus und die kurfürstliche Burg wurden verwüstet.
Während des Spanischen Erbfolgekrieges (1701–1714) wurde die Stadt erneut besetzt und insbesondere am 4. März 1703 von Truppen unter Joseph-Alexandre de Nagu, marquis des Varennes, (1644–1724) schwer geplündert. Gewerbe und Handel konnten sich lange Zeit nicht mehr erholen. Erst 1714 konnte mit den Aufräumarbeiten begonnen werden.
Auch im Polnischen Erbfolgekrieg (1733–1736), im Österreichischen Erbfolgekrieg (1741–1748) und im Siebenjährigen Krieg (1756–1763) marschierten Truppen durch St. Wendel, und es mussten Kontributionen geleistet werden.
Die städtebauliche Entwicklung der Stadt war lange gekennzeichnet gewesen durch einen großen Gegensatz zwischen der sehr hohen Wohndichte im mauerumringten Bereich der Altstadt und der geringen Wohndichte außerhalb. Die Stadtmauer verschwand gegen Ende des Jahrhunderts, die Stadt begann sich etwas auszudehnen. Die Gewerbe, vor allem die Woll- und Lederindustrien, lebten von neuem auf. Es gab große Betriebe mit über 100 Webstühlen. Kaufleute aus Saarbrücken und Straßburg deckten hier ihren Bedarf an guten Tüchern, während die Gerbereien ihre Ledererzeugnisse auf die Frankfurter Messe brachten. So bildete sich bald eine wohlhabende Oberschicht, es entstanden zahlreiche prächtige Wohnhäuser und Wirtschaftsgebäude. Der Wendelsdom wurde 1753 mit einer dreistufigen barocken Kuppelhaube versehen. Zudem fanden zahlreiche städtebauliche Maßnahmen statt (zum Beispiel Anlegen von Straßen, Bebauung des Schlossgeländes, Verlegung des Friedhofs von der Basilika vor das Obere Tor der Stadt).
Während der Revolutionskriege hatte St. Wendel ab 1792 unter Plünderung und Einquartierung durch Truppen beider Seiten zu leiden. Die Einführung der Gewerbefreiheit schaffte die alten Zunftordnungen ab, wodurch viele Meister arbeitslos wurden, da es keine Preisbindungen mehr gab und Pfuscher unter Preis arbeiteten. Ab 1798 gehörte der Kanton St. Wendel zum Arrondissement Saarbrücken im Saardepartement. Allmählich kam wieder etwas Wohlstand in die sich langsam, aber stetig ausdehnende Stadt. In der Kelsweilerstraße wurde die untere Stadtpforte abgerissen (1774) und eine Brücke über den Todtbach (1809) sowie in der jetzigen Bahnhofstraße eine Brücke über die Blies gebaut (1820); die Bahnhofstraße in einer frühen Form wurde angelegt. Am 9. Januar 1814 proklamierte Feldmarschall von Blücher in St. Wendel die Wiederaufnahme des freien Handels zwischen dem Saardepartement und dem rechtsrheinischen Gebiet.
1816 erhielt Herzog Ernst I. von Sachsen-Coburg-Saalfeld für seine Verdienste in den Befreiungskriegen (gegen Napoleon) die Kantone St. Wendel, Grumbach und Baumholder (zusammen etwa 20.000 Einwohner) zugewiesen. Ab 1819 nannte er dieses Gebiet Fürstentum Lichtenberg, dessen Grenzen sich heute noch weitgehend unverändert in denen des Evangelischen Kirchenkreises St. Wendel wiederfinden. Die herzogliche Regierung war in der Finanz- und Wirtschaftspolitik erfolgreich (im Auftrag des Herzogs, der immer knapp bei Kasse war, versuchte man, die Bevölkerung bis aufs Letzte auszupressen, im Gegenzug dafür aber wurden Investitionen unterlassen), doch sie versuchte, die Justiz einer staatlichen Kontrolle zu unterwerfen, in dem sie die Richter und Verwaltungsbeamten in Personalunion besetzte. Das Vertrauen der Lichtenberger in eine unabhängige Rechtsprechung schwand. Nach der Bildung eines Landrates hoffte die Bevölkerung auf eine Mitbestimmung in der Gesetzgebung, Steuerpolitik etc., doch Herzog Ernst entschied in vielen Fällen eigenmächtig, in dem er zum Beispiel den Landrat erst gar nicht mehr einberief. Die Bevölkerung wurde zunehmend unzufrieden, was zu Unruhen führte. In den dreißiger Jahren des 19. Jahrhunderts, der Zeit des sog. „Vormärz“, formierte sich in dem seinerzeit von dem Gastwirt Peter Keller geführten und nach ihm benannten Gasthaus die „Keller’sche Gesellschaft“, eine national-liberale Oppositionsbewegung. Gegen die restaurative Politik der coburgischen Landesregierung trat die Bürgerbewegung für die seitens der Obrigkeit unterdrückte Ausübung der Grund- und Freiheitsrechte, insbesondere der Versammlungs-, Meinungs- und Pressefreiheit ein, Bürgerrechte, welche die vorausgegangene französische Revolution errungen hatte.
Zeitgleich mit dem Hambacher Fest fand im Mai 1832 vor dem Keller’schen Gasthaus eine große politische Demonstration statt. Als vor dem Gasthaus ein sog. Freiheitsbaum aufgestellt wurde, kam es zu Unruhen in der Stadt, welche sich in den nachfolgenden Wochen fortsetzten und letztlich von der coburgischen Regierung unter zweifacher Zuhilfenahme preußischen Militärs unterdrückt wurden. Nach umfangreichen strafrechtlichen Ermittlungen wurden die „führenden Köpfe“ der Oppositionsbewegung und weitere Beteiligte an den Unruhen vor dem Zuchtpolizeigericht angeklagt. Im Januar 1833 wurden durch die örtliche Justiz überwiegend moderate Urteile gesprochen. In der Folgezeit wurde die von Coburg regierte „unruhige“ Exklave „Fürstentum Lichtenberg“ 1834 an das Königreich Preußen abgetreten. Das heute unter dem Namen „Spinnrad“ geführte Gasthaus wurde 2022 in die bundesweit geführte Liste „Orte der Demokratiegeschichte“ aufgenommen. St. Wendel wurde Kreisstadt im Regierungsbezirk Trier, der zur Rheinprovinz gehörte. Unter preußischer Herrschaft wurde St. Wendel ein Garnisonsstandort. Bis zum Ende des 19. Jahrhunderts wanderten viele Bürger aus dem St. Wendeler Land nach Amerika aus.

### 1850 bis 1918
Mitte des 19. Jahrhunderts wuchsen die Stadt St. Wendel und die nahegelegenen Orte Alsfassen und Breiten allmählich zusammen. Die heutige Bahnhofstraße, die nach Niederweiler (im Bereich am heutigen Bahnhof) führte, wurde bebaut und ebenso die Brühl- und die Kelsweilerstraße, die nach Breiten und Alsfassen führten. 1859 wurden St. Wendel, Alsfassen und Breiten zu der Stadt St. Wendel zusammengeschlossen. Weitere bauliche Maßnahmen: Straßenbeleuchtung, Verlegung des Hospitals in die heutige Hospitalstraße (1818), zweite Friedhofverlegung in die Gemarkung „Sprietacht“ in der Werschweilerstraße (1814), Bau der evangelischen Kirche (1841). Die Wirtschaftslage in St. Wendel änderte sich erst 1860 mit der Eröffnung der Rhein-Nahe-Bahn zwischen Bingen und Saarbrücken, wovon die Stadt als Bahnstation und durch den Bau der Eisenbahnwerkstätte profitierte. Damals entstand wieder eine jüdische Gemeinde in St. Wendel. 1868 wurde St. Wendel Sitz eines Landwehr-Bezirkskommandos, einer Institution, die nicht nur eine beträchtliche militärische Bedeutung besaß, sondern auch die zentralörtliche Bedeutung der Stadt und des Landratsamtes wesentlich verstärkte. Aus Dankbarkeit verlieh die Stadt bereits ein Jahr später dem kommandierenden General Eberhard Herwarth von Bittenfeld, der sich für den Standort St. Wendel eingesetzt hatte, die Ehrenbürgerwürde.

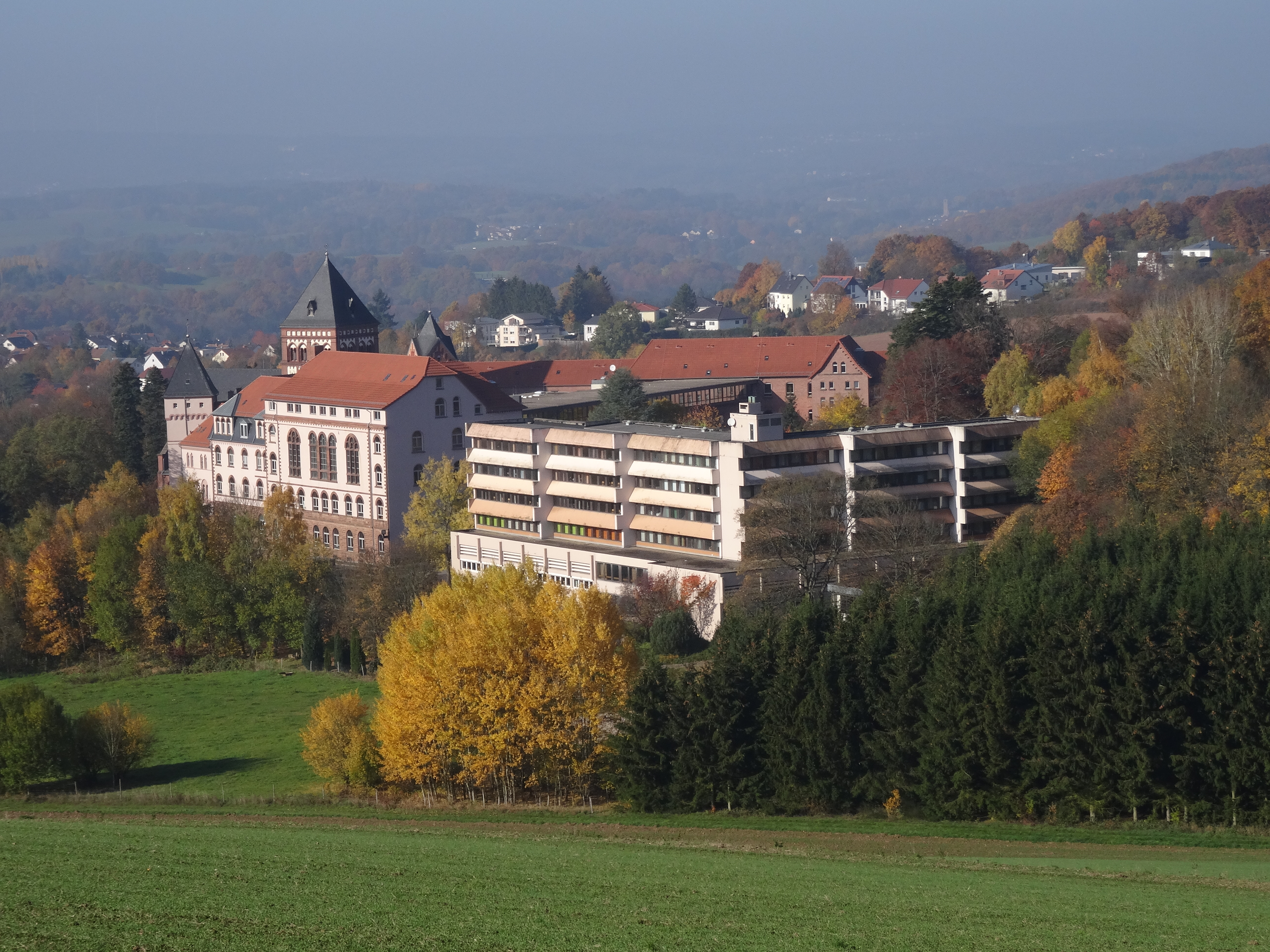
Missionshaus St. Wendel: Gesamtkomplex

1898 begann die 1875 in den Niederlanden gegründete Steyler Missionsgesellschaft (Ordensname: Societas Verbi Divini, SVD) in St. Wendel eine Niederlassung zu errichten; sie kaufte für 350.000 Reichsmark den rund 320 Hektar umfassenden „Langenfelderhof“ (auch „Cettos Hof“ genannt) und benannte ihn in „Wendelinushof“ um. Vorbesitzer war die damalige Rheinprovinz. Der Hof, dessen Ursprünge auf das 15. Jahrhundert zurückgingen, wurde, neben der Selbstversorgung, eine Ausbildungsstätte für technische und landwirtschaftliche Berufe.
In mehreren Bauabschnitten wurden von 1901 bis 1914 das Missionshaus mit Wohn- und Schultrakten für eine Ausbildung zum Ordensbruder und Ordenspriester errichtet. 1912 wurde die Missionshauskirche vollendet. Über 500 Priester und Brüder wurden hier, bis zur Auflösung und Enteignung durch die Nationalsozialisten, ausgebildet. Von 1941 bis 1945 war das Missionshaus eine Napola, eine Elite-Internatsoberschule für den nationalsozialistischen Führungsnachwuchs.
Um die Jahrhundertwende setzte, als Reaktion auf die Veränderung der Wirtschafts- und Gesellschaftsstruktur, eine umfangreiche Stadterweiterung ein. Dies hatte zur Folge, dass sich zwischen 1910 und 1937 die Wohnbaufläche mehr als verdoppelte. Während der NS-Zeit wurde 1937/38 am westlichen Stadtrand beiderseits der Ausfallstraße nach Winterbach ein großer Kasernenkomplex errichtet; die Eigentümer der benötigten Grundstücke wurden mehr oder minder zwangsenteignet.

### 1918 bis zum Ende des Zweiten Weltkriegs
Nach Inkrafttreten des Versailler Vertrags im Jahr 1920 verblieb die Stadt St. Wendel wie der südwestliche Teil des Landkreises St. Wendel im Saargebiet und damit unter der Verwaltung des Völkerbunds. Dadurch blieben nach der Machtergreifung der Nationalsozialisten 1933 im Deutschen Reich anders als im Reichsgebiet Oppositionelle sowie jüdische Mitbürger vom Zugriff der nationalsozialistischen Verfolgung vorerst verschont. Die Einflussnahme der nationalsozialistischen Ideologie wurde jedoch schon deutlich vor der Saarabstimmung am 13. Januar 1935 und dem folgenden Anschluss an das Deutsche Reich immer massiver. So vollzog der TV St. Wendel schon am 14. Mai 1933 freiwillig seine Gleichschaltung in die deutsche Turnerschaft (TD), was den Ausschluss aller jüdischen Mitglieder zur Folge hatte. Am 13. Oktober 1934 beschloss der Stadtrat die Umbenennung der Bahnhofstraße in Adolf-Hitler-Straße und des Schlossplatzes in Adolf-Hitler-Platz.
Die jüdische Bevölkerung der Stadt, deren Zahl von 60 Personen im Jahr 1885 über 90 (1895) und 121 (1927) auf 141 im Jahr 1933 angewachsen war, bestand nach dem Anschluss an das Deutsche Reich 1935 noch aus 136 Bürgern; die meisten von ihnen flohen aus Angst vor Verfolgung ins Ausland. Geschützt durch das im ehemaligen Saargebiet gültige „römische Abkommen“, welches die legale Auswanderung unter Schutz des Eigentums garantierte, veräußerten fast alle St. Wendeler Juden ihr Eigentum (oft unter Wert) und verließen Deutschland.
Die 1902 errichtete St. Wendeler Synagoge wurde am 10. November 1938, am Tag nach der Reichspogromnacht, in Brand gesetzt. Bei der „Wagner-Bürckel-Aktion“ am 22. Oktober 1940 wurden vier St. Wendeler Juden nach Gurs deportiert, etwa 50 Juden aus St. Wendel wurden im Rahmen der nationalsozialistischen Verfolgung ermordet.
Am 19. März 1945 besetzten amerikanische Truppen der 3. US-Armee unter George S. Patton (10th Armored Division und 80th Infantry Division) die Stadt und richteten unter Captain Stanley R. Jacobs eine vorläufige Militärverwaltung ein. Am 10. Juli 1945 wurde die Stadt von französischen Truppen übernommen.

### Nach 1945
Nach dem Zweiten Weltkrieg setzte mit dem Wirtschaftswunder noch einmal eine starke Expansion der Wohnbebauung ein. Doch die Rückgliederung an die Bundesrepublik brachte St. Wendel zunächst eine negative Entwicklung, da 1960 mit der traditionsreichen Tabakfabrik Marschall ein großer Arbeitgeber schließen musste. Im Kasernenkomplex an der Tholeyer Straße war von 1951 bis Juli 1999 eine französische Garnison untergebracht.
Trotz aller Kriege war noch in den 1960er Jahren viel historische Bausubstanz im Stadtkern von St. Wendel vorhanden. Unter den Nachkriegsbürgermeistern Franz Josef Gräff und Jakob Feller zerstörten mangelndes Geschichtsbewusstsein und wirtschaftlich orientierte Sanierung jedoch bis Anfang der 1980er Jahre zahlreiche Gebäude. Die Bürgermeister waren als Verfechter der seinerzeit weit verbreiteten Philosophie einer Flächensanierung im Rahmen der Stadtentwicklung bekannt. Während ihrer Amtszeit wurden etliche historisch und städtebaulich wichtige Gebäude in der St. Wendeler Kernstadt abgerissen, um durch moderne Zweckbauten ersetzt zu werden. Dadurch wurde das ursprünglich sehr gut erhaltene Stadtbild im Kernbereich erheblich beschädigt. Spuren der mittelalterlichen Stadt sind nur noch in der Nähe der Wendalinusbasilika zu erkennen.
Von der Flächensanierung war in besonderer Weise der zentrale Platz der Stadt, der Schlossplatz, betroffen. Dort wurde unter Bürgermeister Klaus Bouillon auf der Nordseite die gesamte alte Häuserfront abgerissen und durch historisierende, moderne Bauten ersetzt, die nur in Teilen die ursprüngliche Häuserfront abbilden. Dies bewirkte einen erheblichen Verlust an Authentizität des Platzes.
St. Wendel hat durch die Gebietsreform von 1974, bei der mehrere Dörfer im Umland eingemeindet wurden, heute rund 27.000 Einwohner.
Bis zum Ende des 18. Jahrhunderts gehörten die heutigen Orte der Stadt zu unterschiedlichen Herrschaften: Fürstbistum Trier, Nassau-Saarbrücken, Pfalz-Zweibrücken; die ehemals nassauischen und pfälzischen Orte sind bis heute überwiegend evangelisch geprägt. Von 1816 bis 1834 gehörte St. Wendel zum Fürstentum Lichtenberg, das dem Herzogtum Sachsen-Coburg unterstand, und anschließend zu Preußen, in dessen Rheinprovinz das Gebiet als Landkreis St. Wendel eingegliedert wurde. Seit 1947 gehören die bis dahin bayerisch-pfälzischen Orte Osterbrücken, Hoof, Niederkirchen, Marth, Saal und Bubach (Landkreis Kusel) zum Landkreis St. Wendel und kamen mit der kommunalen Neugliederung 1974 zur Stadt St. Wendel.
Im Zuge der Umwandlung des Kasernengeländes wurden die Gebäudekomplexe der ehemaligen Kasernen baulich sehr verändert. Der südliche Teil der Kasernen wurde zur Erweiterung des angrenzenden Gewerbegebietes. Auf dem angrenzenden Standortübungsplatz wurde ein zum Verbundsystem der Golfanlagen Weiland gehöriger Golfplatz angelegt.
Am 1. Dezember 2000 wurde der Name Sankt Wendel offiziell in St. Wendel geändert.

## Religionen

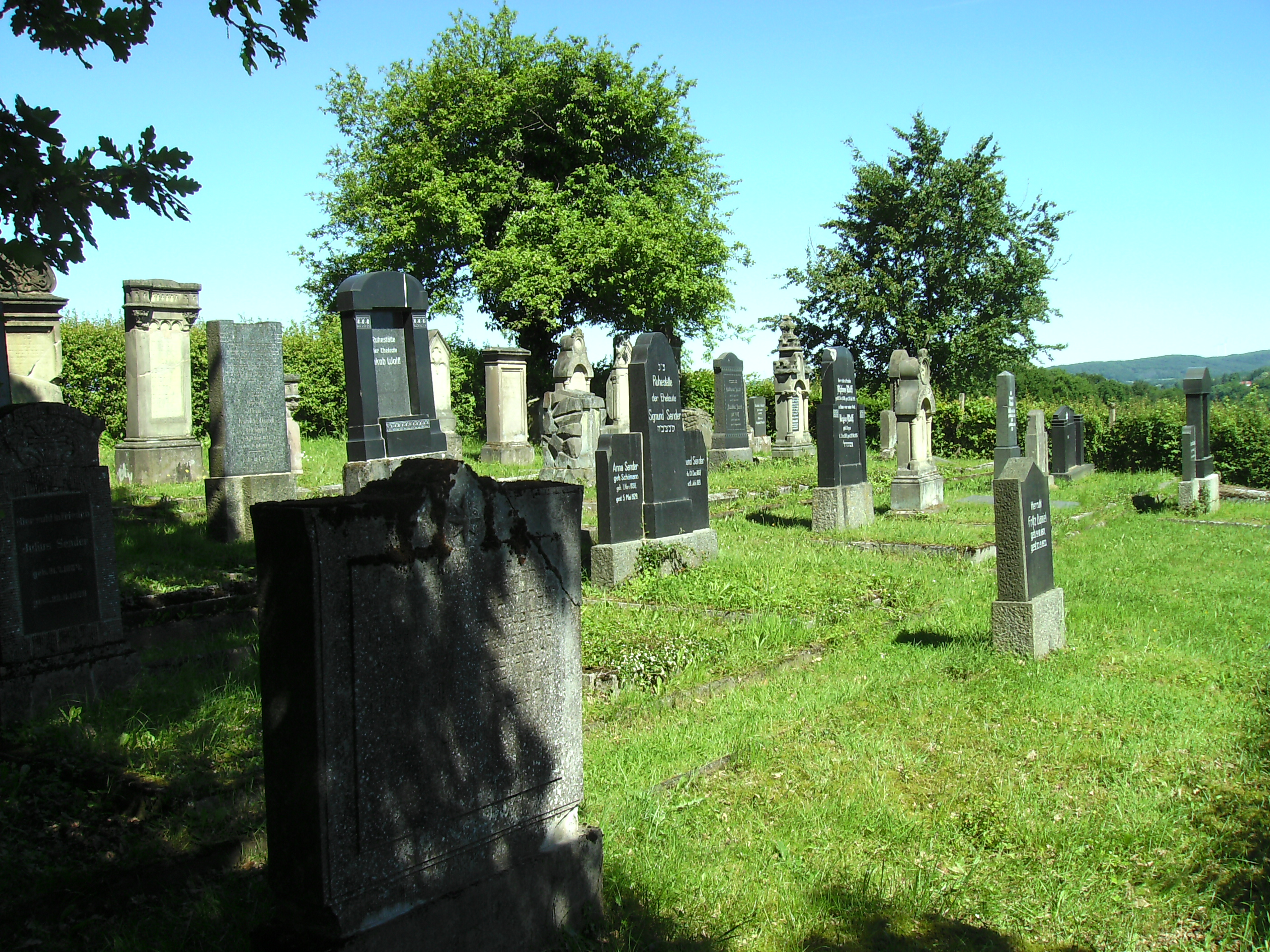
Alter Judenfriedhof in St. Wendel

Während das obere Bliestal inkl. des Hauptorts St. Wendel überwiegend katholisch ist (bis 1784 durften im kurtrierischen Amt St. Wendel nur Katholiken siedeln), weist das weitere Bliestal etwa gleich starke evangelische und katholische Anteile auf. Das Ostertal ist vorwiegend evangelisch geprägt.
Im Gebiet der Kernstadt gibt es die beiden katholischen Kirchengemeinden St. Wendelin und St. Anna (die mit anderen katholischen Pfarreien der umliegenden Orte 2011 zu einer Pfarreiengemeinschaft zusammengeschlossen werden) sowie die evangelische Kirchengemeinde.
Juden sind in St. Wendel schon im 14. Jahrhundert nachweisbar. Nach ihrer Vertreibung durch den Trierer Erzbischof Otto von Ziegenhain (1418–1430) dauerte es bis 1861 (Samuel Daniel), bis sich hier wieder Juden niederließen. Die jüdische Gemeinde existierte bis zur Zeit des NS-Regimes. Ihre Synagoge (erbaut 1902) befand sich in der Kelsweilerstraße; sie wurde 1938 in Brand gesteckt und 1943 endgültig abgerissen. An der Landstraße nach Baltersweiler an der Abzweigung Elsenbach (Urweiler) befindet sich – schon auf Urweiler Bann – der alte Judenfriedhof der Stadt.
In der Gregor-Wolf-Straße befindet sich eine Kapelle der Neuapostolischen Kirche.

## Eingemeindungen
- 1859: Alsfassen und Breiten
- 1. Januar 1974:[26]
  - Bliestal: Bliesen, Niederlinxweiler, Oberlinxweiler, Remmesweiler, Urweiler und Winterbach im Bliestal
  - Ostertal: Bubach i. O., Dörrenbach, Hoof, Leitersweiler, Marth, Niederkirchen i. O., Osterbrücken, Saal und Werschweiler

## Einwohnerzahl
| St. Wendel: Einwohnerzahlen von 1979 bis 2024 | St. Wendel: Einwohnerzahlen von 1979 bis 2024 | St. Wendel: Einwohnerzahlen von 1979 bis 2024 | St. Wendel: Einwohnerzahlen von 1979 bis 2024 | St. Wendel: Einwohnerzahlen von 1979 bis 2024 |
| --------------------------------------------- | --------------------------------------------- | --------------------------------------------- | --------------------------------------------- | --------------------------------------------- |
| Jahr                                          |                                               |                                               |                                               | Einwohner                                     |
| 1979                                          | 1979                                          |                                               | 28.431                                        | 28.431                                        |
| 1983                                          | 1983                                          |                                               | 28.211                                        | 28.211                                        |
| 1998                                          | 1998                                          |                                               | 27.324                                        | 27.324                                        |
| 2000                                          | 2000                                          |                                               | 27.303                                        | 27.303                                        |
| 2002                                          | 2002                                          |                                               | 27.246                                        | 27.246                                        |
| 2004                                          | 2004                                          |                                               | 27.106                                        | 27.106                                        |
| 2006                                          | 2006                                          |                                               | 26.967                                        | 26.967                                        |
| 2008                                          | 2008                                          |                                               | 26.582                                        | 26.582                                        |
| 2010                                          | 2010                                          |                                               | 26.208                                        | 26.208                                        |
| 2012                                          | 2012                                          |                                               | 25.977                                        | 25.977                                        |
| 2018                                          | 2018                                          |                                               | 25.862                                        | 25.862                                        |
| 2020                                          | 2020                                          |                                               | 25.438                                        | 25.438                                        |
| 2024                                          | 2024                                          |                                               | 25.441                                        | 25.441                                        |
|                                               |                                               |                                               |                                               |                                               |

## Politik

### Stadtrat
Die Stadtratswahl am 9. Juni 2024 führte zu folgendem Ergebnis (mit Vergleichszahlen der vergangenen Wahlen):
|                 | 2024   | 2024  | 2024    | 2019   | 2019  | 2019    | 2014   | 2014  | 2014    | 2009   | 2009    | 2004   | 2004 |
| Stimmen         | %      | Sitze | Stimmen | %      | Sitze | Stimmen | %      | Sitze | Stimmen | %      | Stimmen | %      |      |
| --------------- | ------ | ----- | ------- | ------ | ----- | ------- | ------ | ----- | ------- | ------ | ------- | ------ | ---- |
| Wahlberechtigte | 20.445 | 100   | 39      | 21.410 | 100   | 39      | 21.836 | 100   | 39      | 22.102 | 100     | 22.110 | 100  |
| Wähler          | 14.873 | 72,7  | –       | 15.142 | 70,7  | –       | 13.309 | 60,9  | —       | 14.019 | 63,4    | 13.473 | 60,9 |
| Ungültige       | 217    | 1,5   | –       | 275    | 1,9   | –       | 270    | 02,0  | —       | 285    | 02,0    | 596    | 04,4 |
| Gültige         | 14.656 | 98,5  | –       | 14.867 | 98,1  | –       | 13.039 | 98,0  | —       | 13.734 | 98,0    | 12.877 | 95,6 |
| Partei          |        |       |         |        |       |         |        |       |         |        |         |        |      |
| CDU             | 6.766  | 46,2  | 19      | 8.064  | 54,2  | 22      | 8.183  | 62,8  | 26      | 8.593  | 62,6    | 8.437  | 65,5 |
| SPD             | 3.955  | 27,0  | 11      | 3.196  | 21,5  | 9       | 3.404  | 26,1  | 10      | 3.043  | 22,2    | 3.503  | 27,2 |
| Grüne           | 770    | 5,3   | 2       | 1.362  | 9,2   | 3       | 530    | 04,1  | 1       | 483    | 03,5    | 550    | 04,3 |
| FDP             | 442    | 3,0   | 1       | 609    | 4,1   | 1       | 239    | 01,8  | 0       | 488    | 03,6    | 387    | 03,0 |
| Die Linke       | 291    | 2,0   | 0       | 727    | 4,9   | 2       | 683    | 5,2   | 2       | 1.127  | 08,2    | —      | —    |
| AfD             | 1.511  | 10,3  | 4       | 909    | 6,1   | 2       | –      | –     | –       | –      | –       | –      | –    |
| proWND          | 921    | 6,3   | 2       | –      | –     | –       | –      | –     | –       | –      | –       | –      | –    |

### Bürgermeister
- 1835–1869: Carl Wilhelm Rechlin[28]

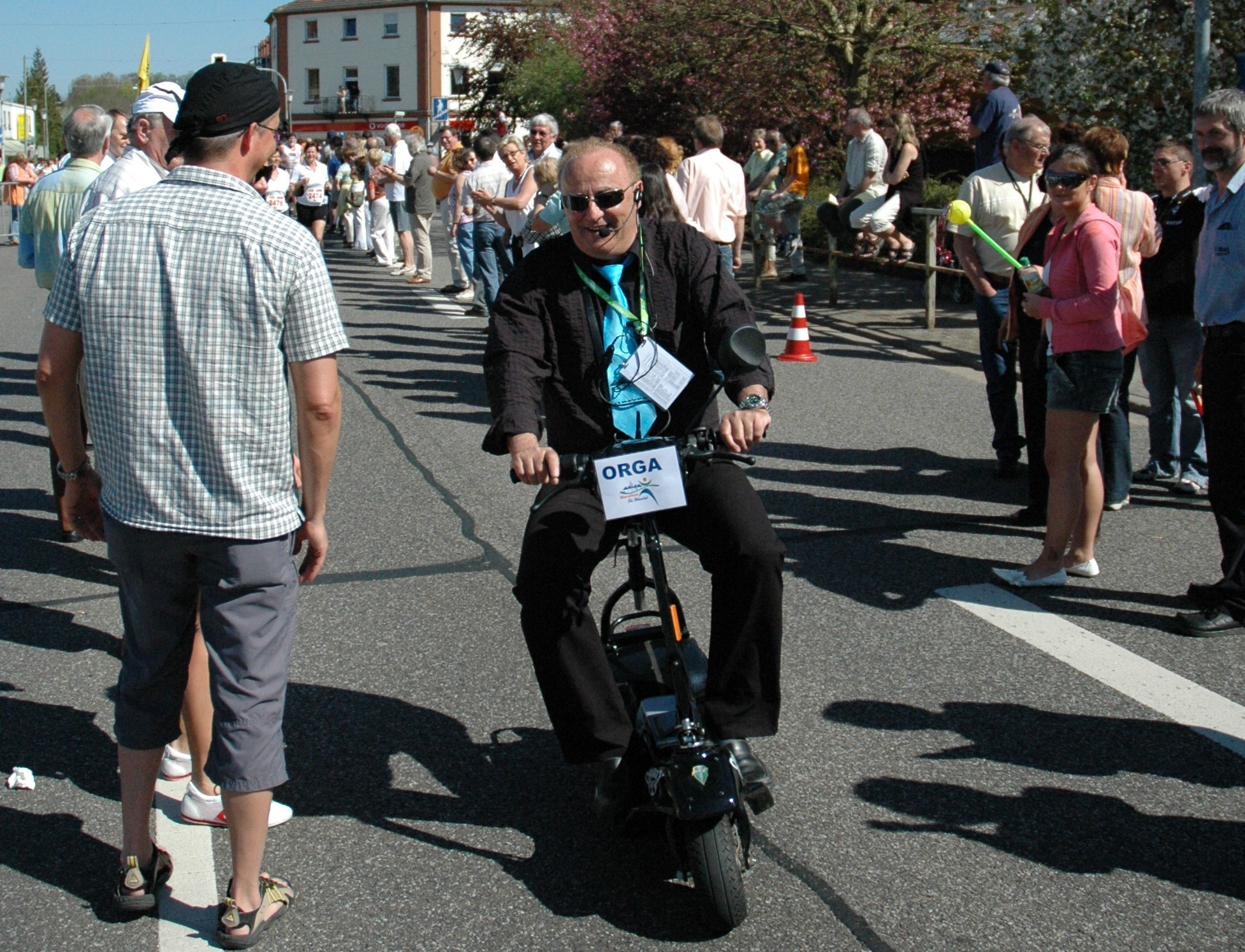
Klaus Bouillon beim Stadtmarathon 2007

- 1869–1893: Carl August Theodor Müller[29]
- 1894–1918: Karl Alfred Friedrich
- 1919–1920: Heinrich Mettlich
- 1921–1935: Emil Flory
- 1935–1945: Kurt Eichner, NSDAP
- 1946–1956: Jakob Fuchs, CVP
- 1956–1974: Franz-Josef Gräff, CDU
- 1974–1982: Jakob Feller, CDU
- 1983–2014: Klaus Bouillon, CDU
- seit 2015: Peter Klär, CDU

Peter Klär trat am 23. April 2015 sein Amt als Bürgermeister an. Am 9. Juni 2024 wurde er mit rund 61,8 Prozent der Stimmen für eine weitere Amtszeit gewählt.

### Städtepartnerschaften
- Rezé-les-Nantes (Frankreich), seit 1973
- São Vendelino (Brasilien), seit 2003
- Balbriggan (Irland), seit 2007

## Wirtschaft und Infrastruktur

### Verkehr

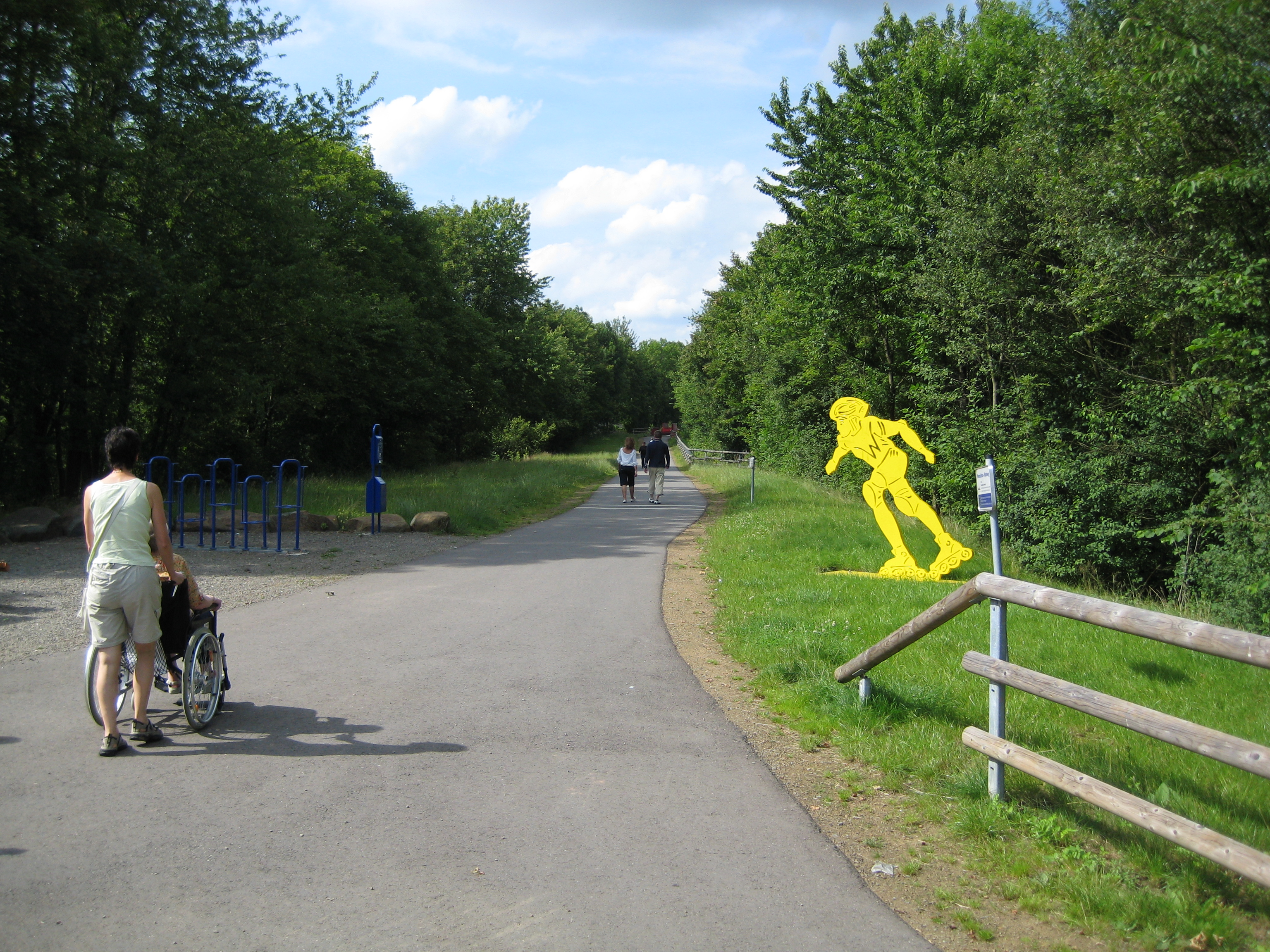
Wendalinus-Radweg, Anfang bei St. Wendel

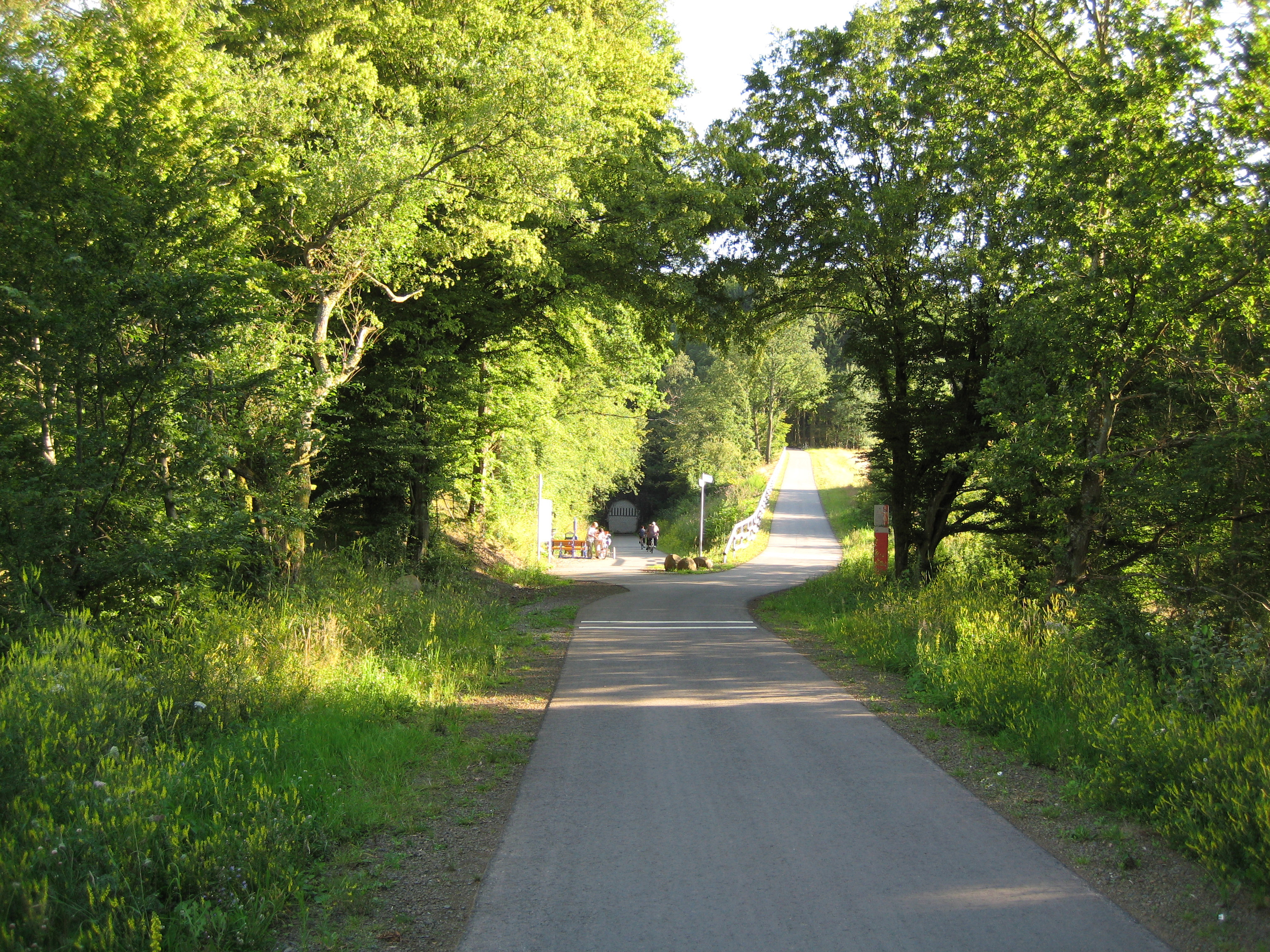
Wendalinus-Radweg, Anstieg bei Tholey

St. Wendel besitzt eine gute Verkehrsanbindung in Nord-Süd-Richtung. Parallel zur Blies (bzw. Richtung Nord zur Nahe) verlaufen die B 41 und auch die Eisenbahnstrecke 680 in Richtung Birkenfeld und Idar-Oberstein (Nord) bzw. Neunkirchen (Saar) (Süd). Sowohl die Bundesstraße als auch die Eisenbahnstrecke verlaufen weiter bis Bad Kreuznach bzw. Saarbrücken. Die B 41 durchquert das Stadtgebiet kreuzungsfrei als Kraftfahrstraße. Im Stadtgebiet gibt es fünf Anschlussstellen (von Süd nach Nord: St. Wendel-Niederlinxweiler, -Oberlinxweiler, -City, -Winterbach, -Alsfassen). Zwischen den Anschlussstellen Niederlinxweiler und City ist sie dreispurig ausgebaut. In St. Wendel stößt, von Lebach kommend, die B 269 auf die B 41 (an der Anschlussstelle Winterbach) und verläuft gemeinsam mit ihr bis Birkenfeld. Am südöstlichen Rand des Stadtgebietes verbindet die B 420 die Stadt Ottweiler mit der angrenzenden Pfalz.

#### Straße
Die nächsten Autobahnen sind von St. Wendel aus jeweils etwa 20 Auto-Minuten entfernt.
- A 1 Fehmarn – Saarbrücken
- A 8 Luxemburg – Salzburg
- A 62 Nonnweiler – Pirmasens

#### Bahn
Nahetalbahn: Im Bahnhof St. Wendel halten alle Züge, Regional-Express und Regionalbahnen. Somit ist eine stündliche Verbindung über die Nahetalbahn ins Rhein-Main-Gebiet sowie drei stündliche Verbindungen in die Landeshauptstadt Saarbrücken gewährleistet. Die nächsten Halte der Regional-Express-Züge sind Türkismühle bzw. Ottweiler. In Richtung Türkismühle enden sie in Mainz Hbf oder Frankfurt am Main Hbf, in Richtung Ottweiler in Saarbrücken Hbf. Neben St. Wendel gibt es Haltepunkte in Ober- und Niederlinxweiler, an denen jedoch nur gelegentlich Regional-Express-Züge halten.
Ostertalbahn: Die St. Wendeler Stadtteile Dörrenbach, Werschweiler, Niederkirchen, Marth und Osterbrücken haben Haltepunkte an der nach Schwarzerden führenden Ostertalbahn. Auf dieser Nebenbahnstrecke wird heute vorwiegend touristischer Museumsbahnbetrieb und sporadisch Güterverkehr abgewickelt.
Bahnstrecke St. Wendel–Tholey: Von St. Wendel aus führte seit 1915 eine eingleisige Eisenbahnstrecke über den Stadtteil Bliesen und Oberthal nach Tholey, deren geplante Fortführung bis Lebach unerledigt blieb. 1984 wurde der Personenverkehr auf dieser Strecke eingestellt. Zuerst wurde das Teilstück von Oberthal nach Tholey stillgelegt, später der Rest der Strecke, auf dem noch Güterverkehr stattgefunden hatte. Mittlerweile ist die gesamte Strecke von St. Wendel bis Tholey zu einem asphaltierten Rad- und Wanderweg ausgebaut, dem Wendalinus-Radweg.

#### Luftverkehr
Durch die relativ hohe Dichte an Verkehrsflughäfen in der Region ist St. Wendel von drei Flughäfen etwa gleich weit entfernt.
- Flughafen Saarbrücken, Entfernung ca. 51 km
- Flughafen Frankfurt-Hahn, Entfernung ca. 68 km
- Flughafen Luxemburg, Entfernung ca. 118 km

Bis zum internationalen Flughafen Frankfurt Main beträgt die Entfernung 159 km.
Für die Allgemeine Luftfahrt existiert in der Nachbargemeinde Marpingen der Flugplatz Marpingen.

### Ortsansässige Unternehmen
- Industrie: Medizintechnik (Fresenius Medical Care), Elektronik, HIL Heeresinstandsetzungslogistik GmbH (vorher: Systeminstandsetzungszentrum), Hörmann Industries
- Manufaktur: Stamer Gruppe mit den Firmen Stamer Musikanlagen GmbH und Music&Sales und den Marken Hughes&Kettner, HK Audio und MindPrint: Gitarrenverstärker, Beschallungssysteme.
- Handel: Sitz der Globus-Gruppe, deren Gründer Franz Bruch (1801–1865) aus Zweibrücken stammte. Er lernte den Kaufmannsberuf bei der St. Wendeler Kaufmannsfamilie Cetto und übernahm 1829 deren Geschäft. Daraus entwickelte sich die heutige Globus-Gruppe.

### Gerichte
St. Wendel verfügt über ein Amtsgericht, das zum Landgerichts- und OLG-Bezirk Saarbrücken gehört.

### Schulen

#### Allgemeinbildende Schulen
- Grundschulen: Nikolaus-Obertreis-Schule, Grundschule Bliesen, Grundschule Oberlinxweiler, Grundschule Niederkirchen
- Gemeinschaftsschule: Erweiterte Realschule St. Wendel
- Gymnasien: Cusanus-Gymnasium, Gymnasium Wendalinum
- Volkshochschule der Stadt St. Wendel
- Volkshochschule des Landkreises St. Wendel

#### Berufsbildende Schulen und Fachschulen
- Dr. Walter Bruch-Schule mit dem Kaufmännischen Berufsbildungszentrum des Landkreises St. Wendel, dem Sozialpflegerischen Berufsbildungszentrum des Landkreises St. Wendel und dem Technisch-Gewerblichen Berufsbildungszentrum des Landkreises St. Wendel.
- Fachschule für Altenpflege
- Fachschule für Krankenpflege
- Berufsfachschule für Kosmetik und medizinische Fußpflege
- Fortbildungsakademie der Wirtschaft
- Musikschule im Landkreis St. Wendel e. V.
- Fun Music School
- Saar-Technikum HTL, Staatlich anerkannte Ersatzschule, Fachschule für Technik, Fachrichtungen: Maschinen-, Elektro- und Bautechnik

#### Förderschulen
- Helene Demuth Schule, Förderschule Lernen des Landkreises St. Wendel, Sonderpädagogisches Förderzentrum
- Wingertschule, Förderschule soziale Entwicklung

### Kindergärten
- Kinderhaus St. Wendelin (Stiftung HOSPITAL)
- Kindertagesstätte Rasselbande e. V.
- Ev. Kindergarten Niederkirchen
- Ev. Kindergarten Niederlinxweiler
- Kath. Kindergarten Niederlinxweiler
- Kath. KiTa St. Remigius
- Kindertageseinrichtung St. Anna
- Kindertagesstätte Winterbach
- Protestantischer
- Lebenshilfe St. Wendel
- Waldorfkindergarten

### Feuerwehr
Die St. Wendeler Feuerwehr ist eine Freiwillige Feuerwehr. Sie wurde 1865 gegründet. Am 16. Dezember 1978 wurde das Feuerwehrhaus an seinem derzeitigen Standort eingeweiht. Am 11. Mai 1983 wurde die Kreiseinsatzzentrale eröffnet und alarmierte bis zur Übergabe an die Integrierte Leitstelle in Saarbrücken am 30. Januar 2014 Einheiten der Feuerwehr und des Katastrophenschutzes im gesamten Landkreis. Die Feuerwehr leistet auch überörtliche Hilfe – sie deckt den Brandschutz für 16 Ortschaften ab und übernimmt mit Sonderfahrzeugen Aufgaben im gesamten Kreis.

## Kultur
Museen
- Stadtmuseum St. Wendel im Mia Münster Haus. In dem Museum, entworfen vom Architekten Hanns Schönecker, werden jährlich etwa 5 Wechselausstellungen mit Werken von Künstlern gezeigt, die in irgendeiner Weise mit dem Saarland zu tun haben (zum Beispiel Bildhauer, die sich an der „Straße der Skulpturen“ (siehe unten) beteiligt haben, oder Professoren der Kunsthochschule Saarbrücken, aber auch regional bekannte Künstler). Außerdem gibt es eine ständige Ausstellung von Werken der St. Wendeler Künstlerin Mia Münster und eine stadtgeschichtliche Abteilung mit unter anderem Wissenswertem zum Volksheiligen Wendelinus, Namensgeber der Stadt. Aber der Akzent liegt auf der Geschichte des 18. und 19. Jahrhunderts: Werke des Pastellmalers Nikolaus Lauer, die tragische Geschichte der Herzogin Luise von Sachsen-Coburg und Gotha, Stammmutter der Windsors (Mutter des Prinzen Alberts, Ehemann der Königin Victoria von Großbritannien), Musik des in St. Wendel geborenen Komponisten Philipp Jakob Riotte, der zu seiner Zeit fast bekannter war als Mozart.
- Missions- und völkerkundliches Museum (Steyler Missionare), mittlerweile dauerhaft geschlossen
- Heimatmuseum in Dörrenbach. In dem kleinsten St. Wendeler Stadtteil Dörrenbach ist ein Museum für dörfliche Alltagskultur eingerichtet, das die Lebensweise der früheren bäuerlichen Dorfbevölkerung dokumentiert.

Kulturelle Projekte / Veranstaltungen

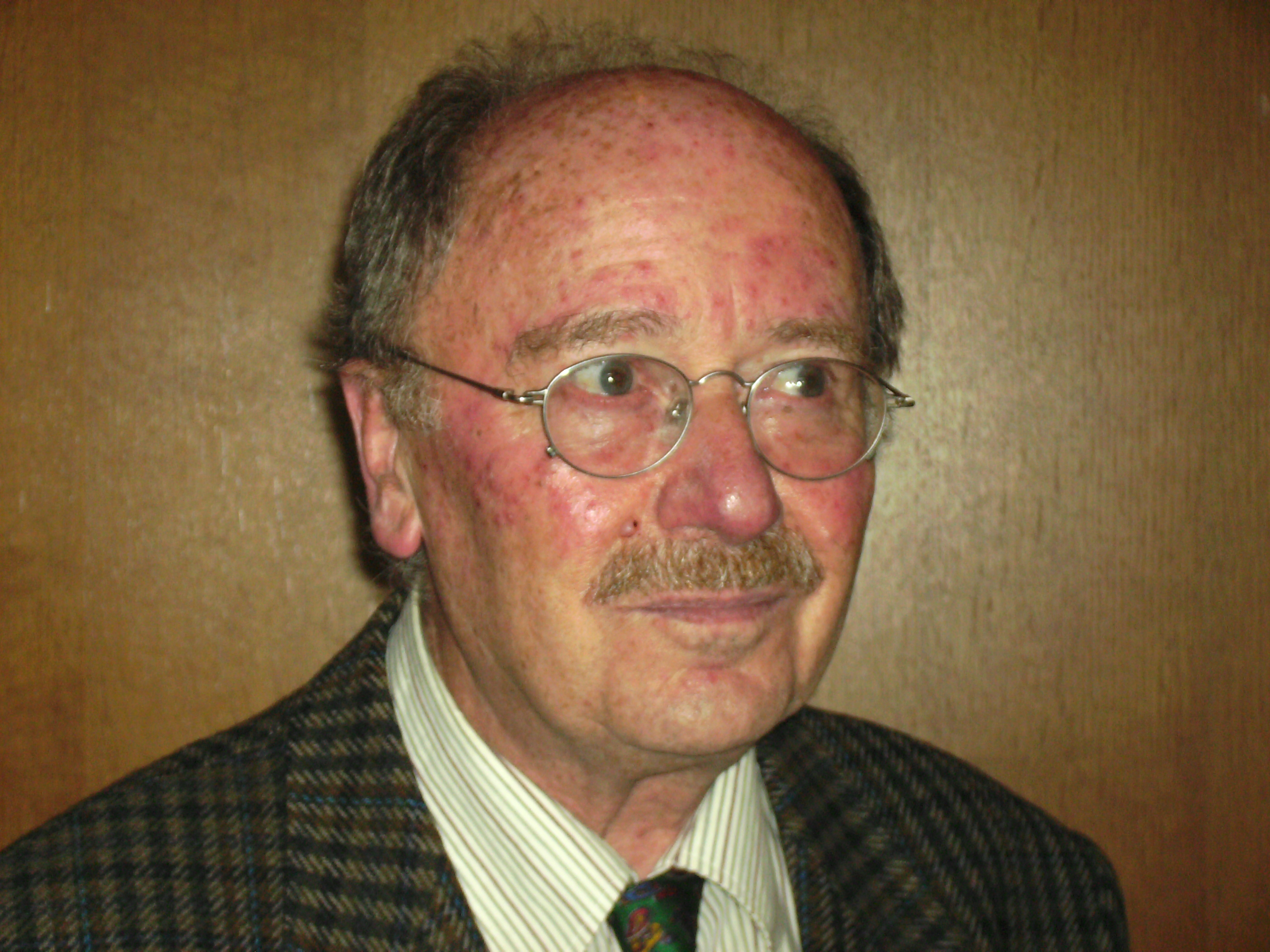
Leo Kornbrust

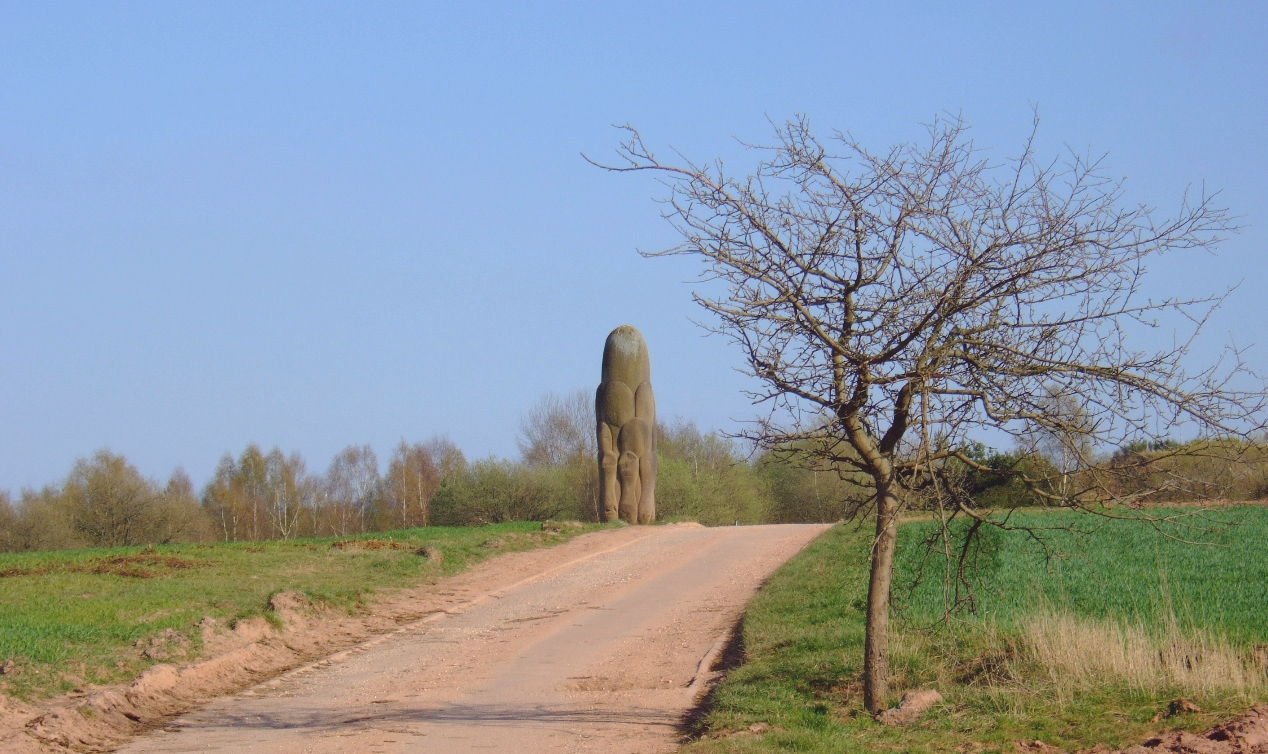
Teil der Skulpturenstraße bei Namborn

- Straße der Skulpturen (St. Wendel). 1971 initiierte der St. Wendeler Bildhauer Leo Kornbrust das mittlerweile europaweit bekannte „Internationale Steinbildhauersymposion St. Wendel“, in dessen Verlauf zahlreiche Großplastiken internationaler Künstler entstanden. 1979 wurden diese und weitere neue Großplastiken im natürlichen Umfeld der „Damra“ zu einer „Straße der Skulpturen“ angeordnet, die Kornbrust als Hommage an den von ihm verehrten Künstlers Otto Freundlich und dessen Idee einer „Straße des Friedens“ verstanden wissen wollte. Einer der bekanntesten und international renommiertesten Teilnehmer war der österreichische Künstler und Ideengeber für das Konzept der Skulpturenstraßen Karl Prantl.
- Wendelswoche. Seit etwa dem 11. Jahrhundert pilgern Anfang Oktober zahlreiche Gläubige zum Grab des heiligen Wendalinus in der Wendalinusbasilika. Parallel zur Wallfahrt entstand der Wendelsmarkt, der zentrale Markt der gesamten Umgebung für Vieh, Kleidung und Gebrauchsgegenstände. Die Wendelswoche bildet den traditionellen Höhepunkt der ganzjährigen Verehrung des Volksheiligen.
- Oster- und Weihnachtsmarkt. Seit einigen Jahren veranstaltet die Stadtverwaltung die beiden Märkte, die sich beim Publikum inzwischen über die Landesgrenze hinaus einen guten Ruf erworben haben, da sie sich im Gegensatz zu zahlreichen kommerziellen Märkten einen eigenständigen Charakter bewahrt haben.
- WND JAZZ. Jährlich im September findet ein internationales Jazz-Festival statt, dessen Besonderheit das Zusammentreffen der einheimischen Jazz-Szene mit international renommierten Stars ist. Unter den Teilnehmern befand sich 2017 auch der britische Jazzmusiker und Antizionist Gilad Atzmon, was zu einer öffentlichen Kritik am Jazzfestival führte. So sagte der Wiener Publizist, David Hellbrück, in einem Telefonat gegenüber der Saarbrücker Zeitung (SZ), dass Atzmon Holocaustleugner sei, „auch wenn er das nicht offen ausspricht, weil er weiß, dass ihm das Probleme bereiten könnte“.[33] In einer Richtigstellung, die zwei Wochen später von der SZ veröffentlicht wurde, korrigierte sich Hellbrück: „Er habe den Musiker nicht einen Holocaustleugner genannt; er habe darauf hingewiesen, dass sich Atzmon selbst in gefährliche Nähe zu Holocaustleugnern rücke.“[34]
- Internationaler Wettbewerb der Straßenzauberer. Jährlich Mitte August treffen sich an einem Wochenende internationale Straßenzauberer zu einem Wettbewerb auf drei Aktionsflächen in der Innenstadt. Den Abschluss bildet am Sonntagabend eine große Open-Air-Gala, bei der die Sieger auftreten.

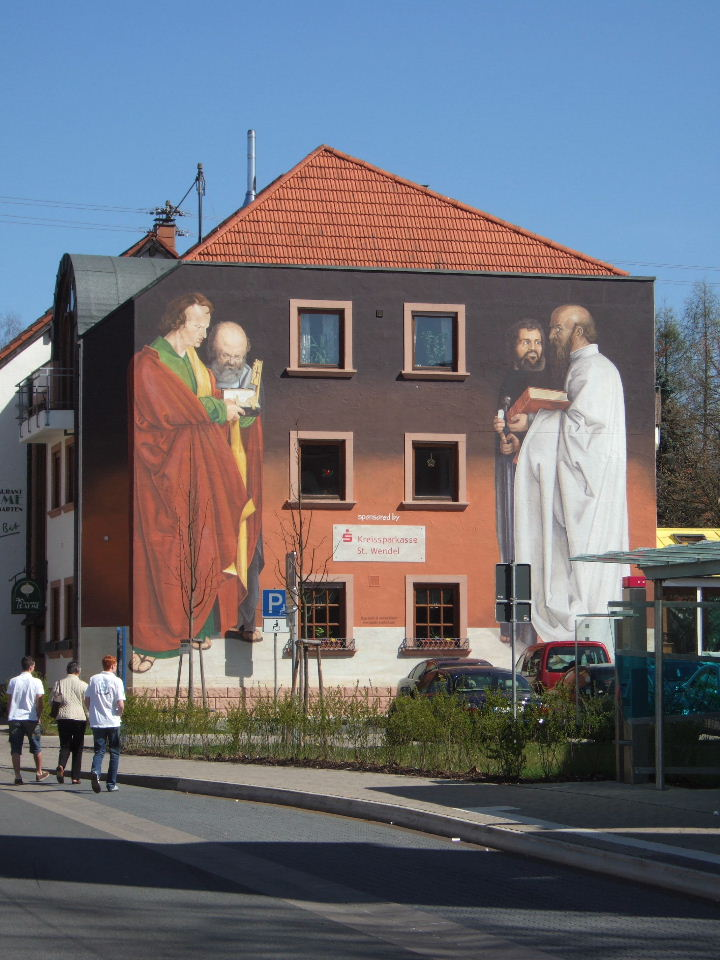
Nach Albrecht Dürer: Die vier Apostel

- Open-Air-Galerie St. Wendel. Zahlreiche Wandfassaden an Häusern der Stadt zieren klassische Motive von Künstlern wie Albrecht Dürer, August Macke, Salvador Dalí und Jan Vermeer. Die Fassadengemälde sind Teil einer Open-Air-Galerie, die die beiden einheimischen Künstler Klaus Riefer und Christof Thome geschaffen haben.
- Das SR Ferien Open Air St. Wendel. Seit 2018 findet das kostenlos zugängliche Schüler-Open-Air-Festival im alten Bosenbachstadion statt.
- ganzjährige Stadtführung am Samstag, 11 Uhr, Treffpunkt: Hauptportal der Basilika
- ganzjährige Nachtwächterführung am Freitag, 20 Uhr (Mai bis Oktober 21 Uhr), Treffpunkt: Hauptportal der Basilika

## Sport
St. Wendel war Veranstalter der Cyclocross-Weltmeisterschaften 2005 und 2011.
Über die Grenzen Deutschlands hinaus wurde St. Wendel durch die Motorradrennen von 1950–1964 bekannt, bei der auch Motorrad-Weltmeister der damaligen Zeit an den Start gingen.
Darüber hinaus richtete St. Wendel die Dreiband-Weltmeisterschaft 2006 und 2008 aus.
Seit 2007 findet jährlich der St.-Wendel-Marathon statt.
Seit 2011 findet jährlich ein international beachtetes World Class Meeting der Werfer-Elite in der Leichtathletik statt.
Ebenfalls bekannt ist St. Wendel wegen der fast jährlich stattfindenden Supermoto-Veranstaltungen auf der Wendelinuspark-Rennstrecke.
2012 fand in St. Wendel die Tretroller-Weltmeisterschaft statt.
Seit 2011 findet in St. Wendel und Umgebung jährlich die Saarland-Pfalz Rallye, Eröffnungsveranstaltung
für die Deutsche Rallye-Meisterschaft statt.
2021 bewarb sich die Stadt als Host Town für die Gestaltung eines viertägigen Programms für eine internationale Delegation der Special Olympics World Summer Games 2023 in Berlin. 2022 wurde sie als Gastgeberin für Special Olympics Simbabwe ausgewählt. Damit wurde sie Teil des größten kommunalen Inklusionsprojekts in der Geschichte der Bundesrepublik mit mehr als 200 Host Towns.

## Gastronomie

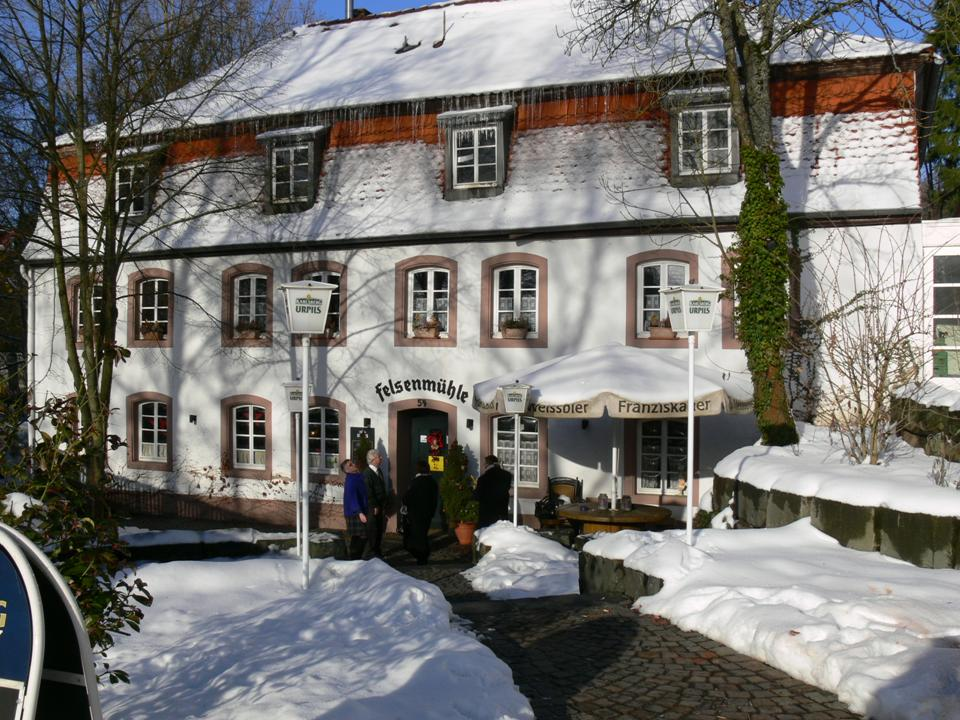
Felsenmühle im Winter

Vermutlich ältestes Gasthaus ist das Restaurant „Zum Ochsen“, dessen Entstehungsgeschichte als Gaststätte bis in die Mitte des 17. Jahrhunderts reichen soll; tatsächlich wird in alten Urkunden aus dem Jahre 1637 ein Gasthaus „Zum Ochsen“ genannt. Für den Restaurantbetrieb wurde das Ambiente der alten Metzgerei beibehalten.
Aus dem gleichen Jahrhundert stammt das Gebäude der „Felsenmühle“ im Vorort Alsfassen. Auch es wurde zu einem Restaurantbetrieb mit Original-Ausstattungen aus früheren Jahrhunderten ausgebaut.

## Sehenswürdigkeiten

### Bauwerke
- Wendalinusbasilika
- Wendelskapelle (1755)

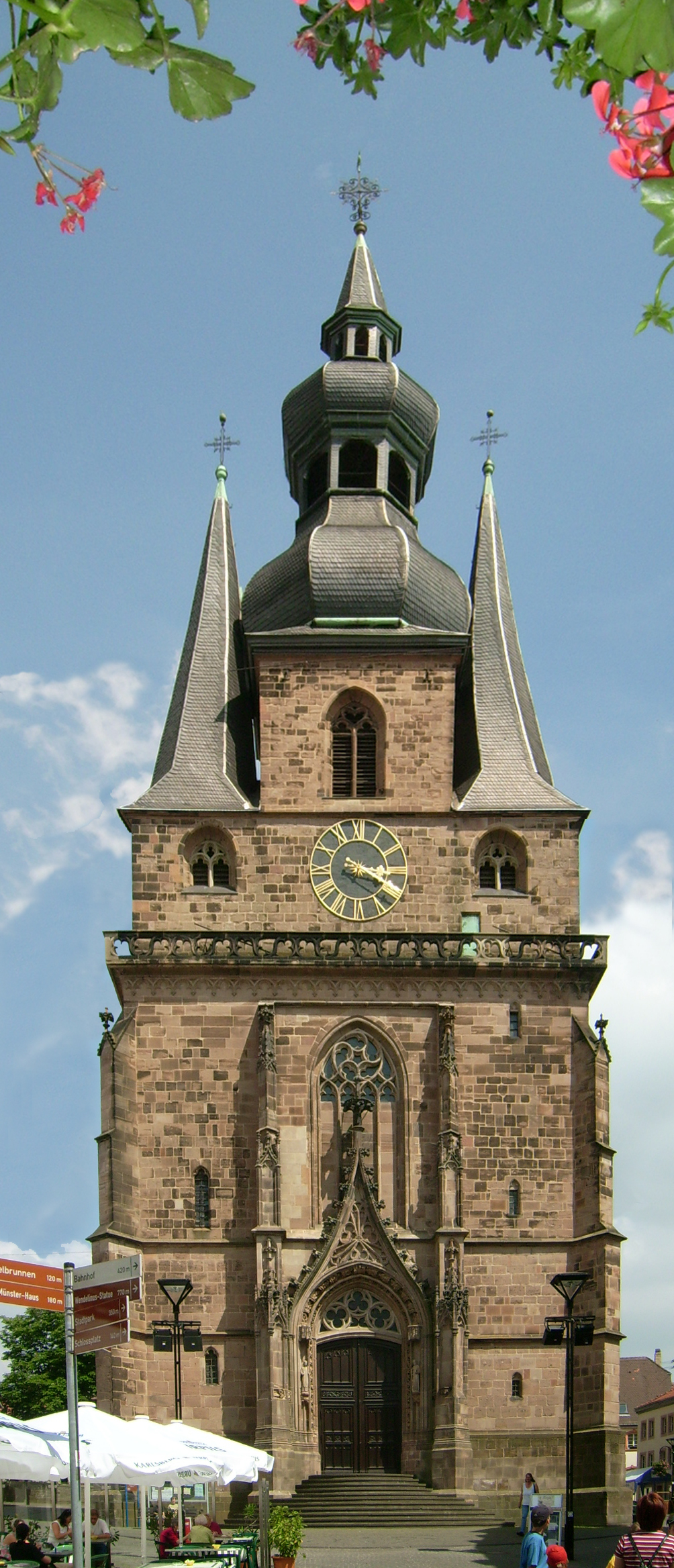
Wendalinusbasilika

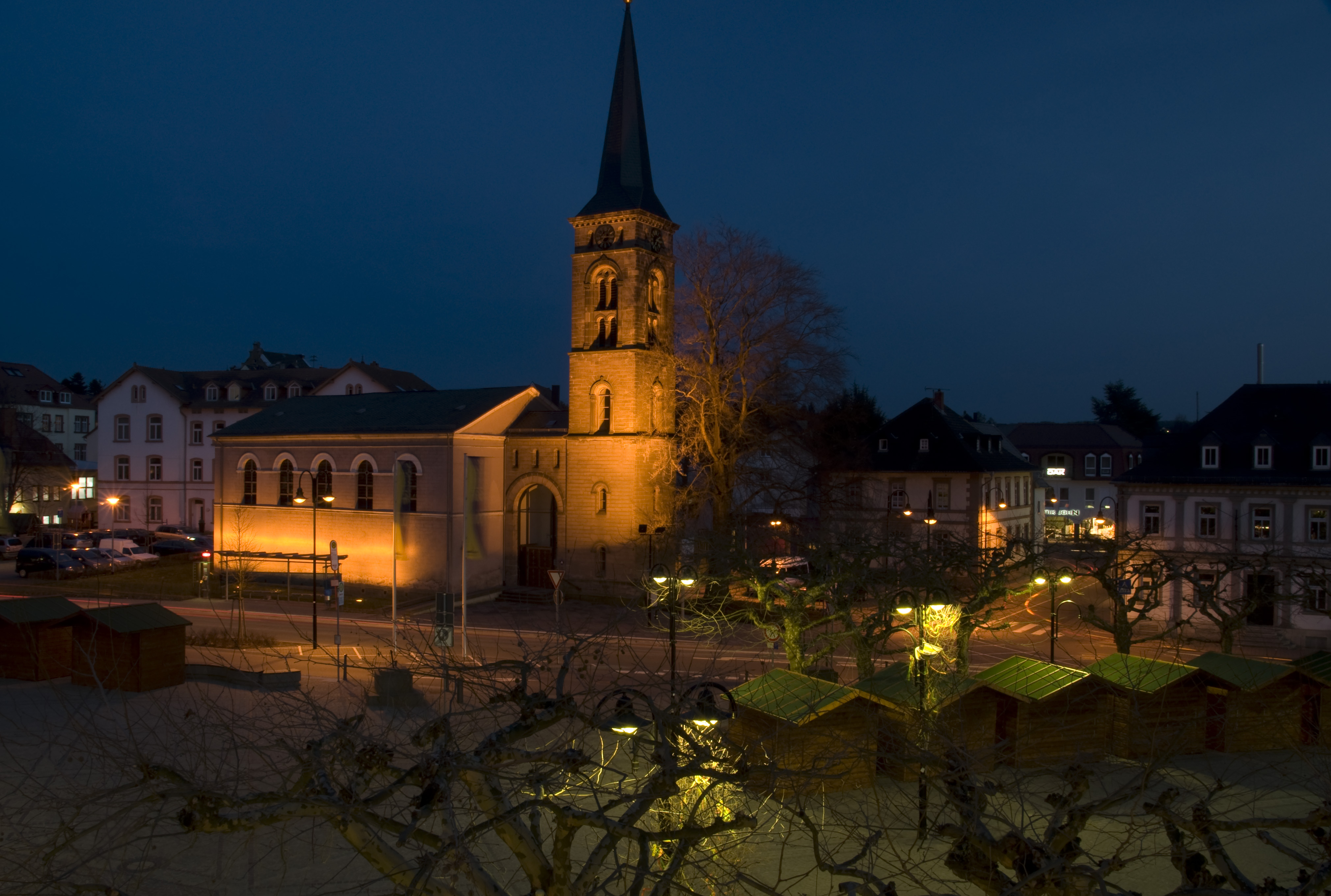
Blick über den Schlossplatz auf die evangelische Kirche

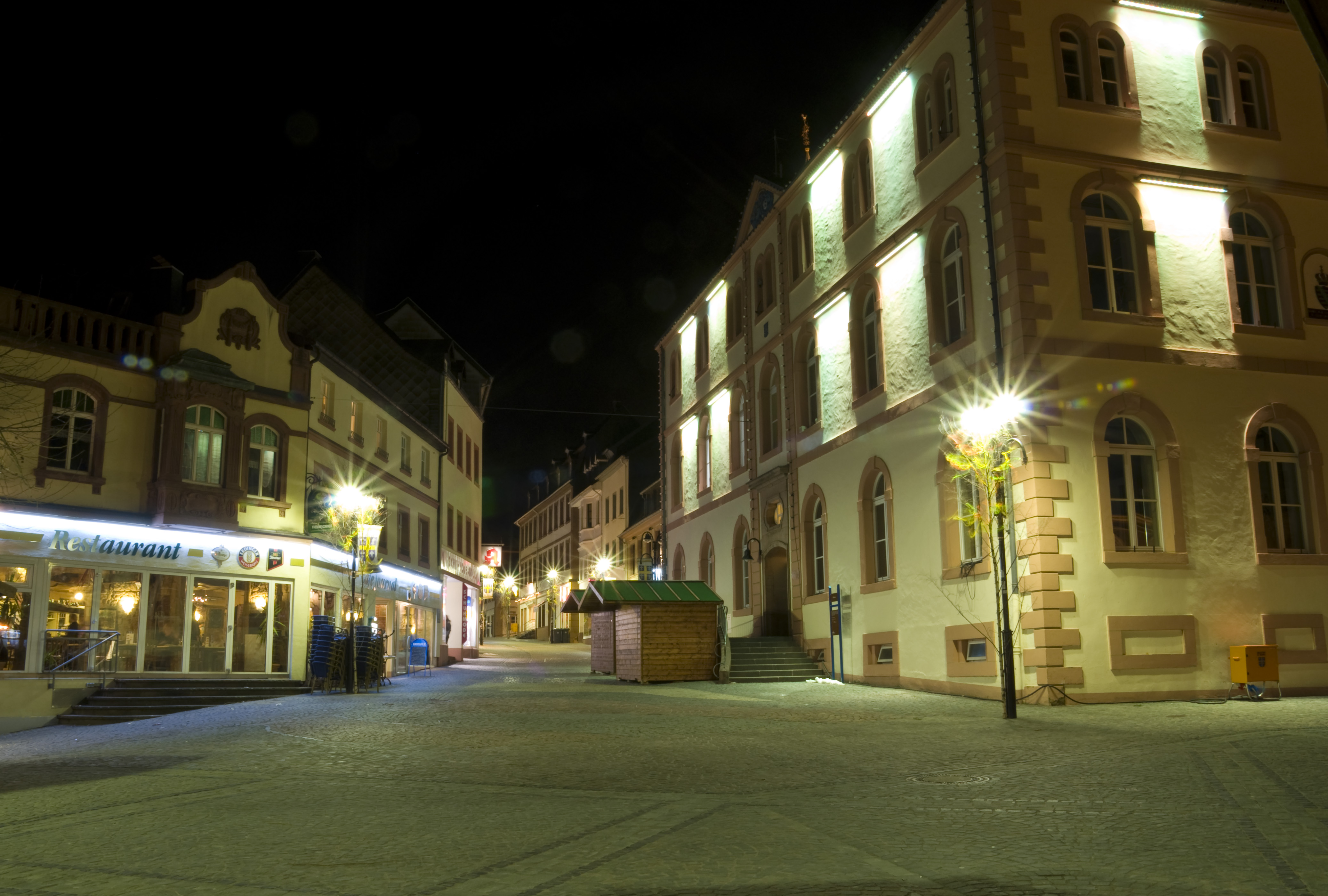
Blick über den Schlossplatz auf das Rathaus

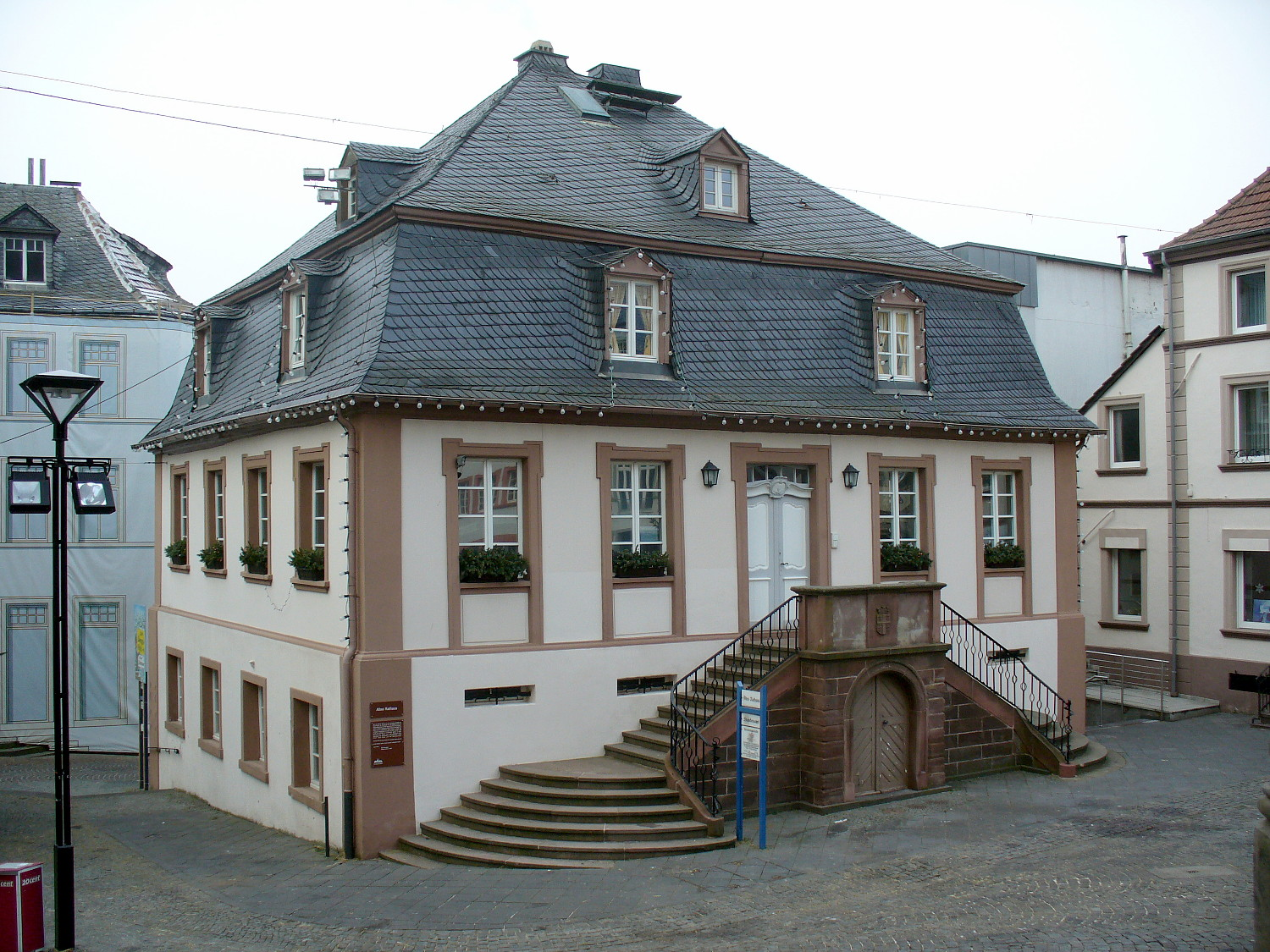
Altes Rathaus

- Heilige Familie (Winterbach (St. Wendel))
- Mia-Münster-Haus
- Missionshaus der Steyler Missionare mit Missionshauskirche
- Historisches Schul- und Mühlenensemble in Oberlinxweiler
- Fünfzügige Höckerlinie des Westwalles
- Evangelische Stadtkirche
- Magdalenenkapelle (vor 1318, jetziger Zustand ab 1803)

### Park / Grünflächen
- Stadtpark
- Wendelinuspark
- St. Wendel liegt am Saarland-Rundwanderweg.
- Panoramaweg nahe dem Missionshaus mit Blick über die Stadt

### Schwimmbäder
- Das Wendelinusbad, ein Hallenbad-Neubau im Konversionsgelände Wendelinuspark, öffnete am 19. März 2008 für den allgemeinen Schwimmbetrieb. Das Wendelinusbad ist ein Familienbad mit 25-Meter-Schwimmbecken, Lehrschwimmbecken und Wassergewöhnungs-Bereich für Säuglinge und Kleinkinder.

- Freibad Sankt Wendel

## Persönlichkeiten

### Söhne und Töchter der Stadt
- Wendelin (554 Schottland – 617 Tholey (lt. Legende von 1704)), legendärer Stadtpatron
- Franz Ernst von Hame (* 27. Juli 1699; † 11. Februar 1770), kurtrierischer Amtmann, Hofrat und Stadtschultheiß
- Nikolaus Lauer (1753–1824), Porträtmaler (Pastell) und Begründer einer Malerschule in St. Wendel
- Johann Wilhelm Josef Castello (1758–1830), katholischer Theologe, Universitätsprofessor in Trier, von 1791–1814 Pfarrer in St. Wendel; Förderer und Modernisierer des hiesigen Volksschulwesens
- Karl Cetto (1774–1851), Kaufmann, herzoglicher Rat und Präsident des Landtags des Fürstentums Lichtenberg
- Christian Gatterman (1788–1860), preußischer Landrat im Landkreis Adenau
- Pierre François Antoine Huber (1775–1832), französischer Brigadegeneral unter Napoléon Bonaparte, Baron d’Empire. Sein Name wurde an der Westseite des Arc de Triomphe de l’Étoile in Paris verewigt.
- Philipp Jakob Riotte (1776–1856), Komponist und Kapellmeister
- Johannes Steininger (1794–1874), Historiker, Geologe, Lehrer von Karl Marx am Gymnasium zu Trier
- Nikolaus Hallauer (1803–1887), Rechtsanwalt und Hambacher, Beteiligter am „Aufruhr“ von 1832, der zum Verkauf des Fürstentums Lichtenberg an Preußen führte
- Carl Philipp Cetto (1806–1890), Politiker und Unternehmer
- Peter Becker (1812–1900), Oberbürgermeister von Eupen
- Helene Demuth (1820–1890), Haushälterin und (mit Friedrich Engels) Nachlassverwalterin von Karl Marx
- Oswald von Coburg (1822–1904), österreich-ungarischer Generalmajor
- Nicola Marschall (1829–1917), deutsch-amerikanischer Künstler, hat vermutlich die erste Flagge der Südstaaten, die „Stars and Bars“, entworfen
- Anton Adolph Schmoll genannt Eisenwerth (1834–1918), Architekt
- Eduard Mall (1843–1892), Neuphilologe
- Marie Brugger geboren als Maria Katharina Weyand (1860–?), Schriftstellerin
- João Batista Becker (1870–1946), deutsch-brasilianischer Prälat der römisch-katholischen Kirche und Erzbischof von Porto Alegre

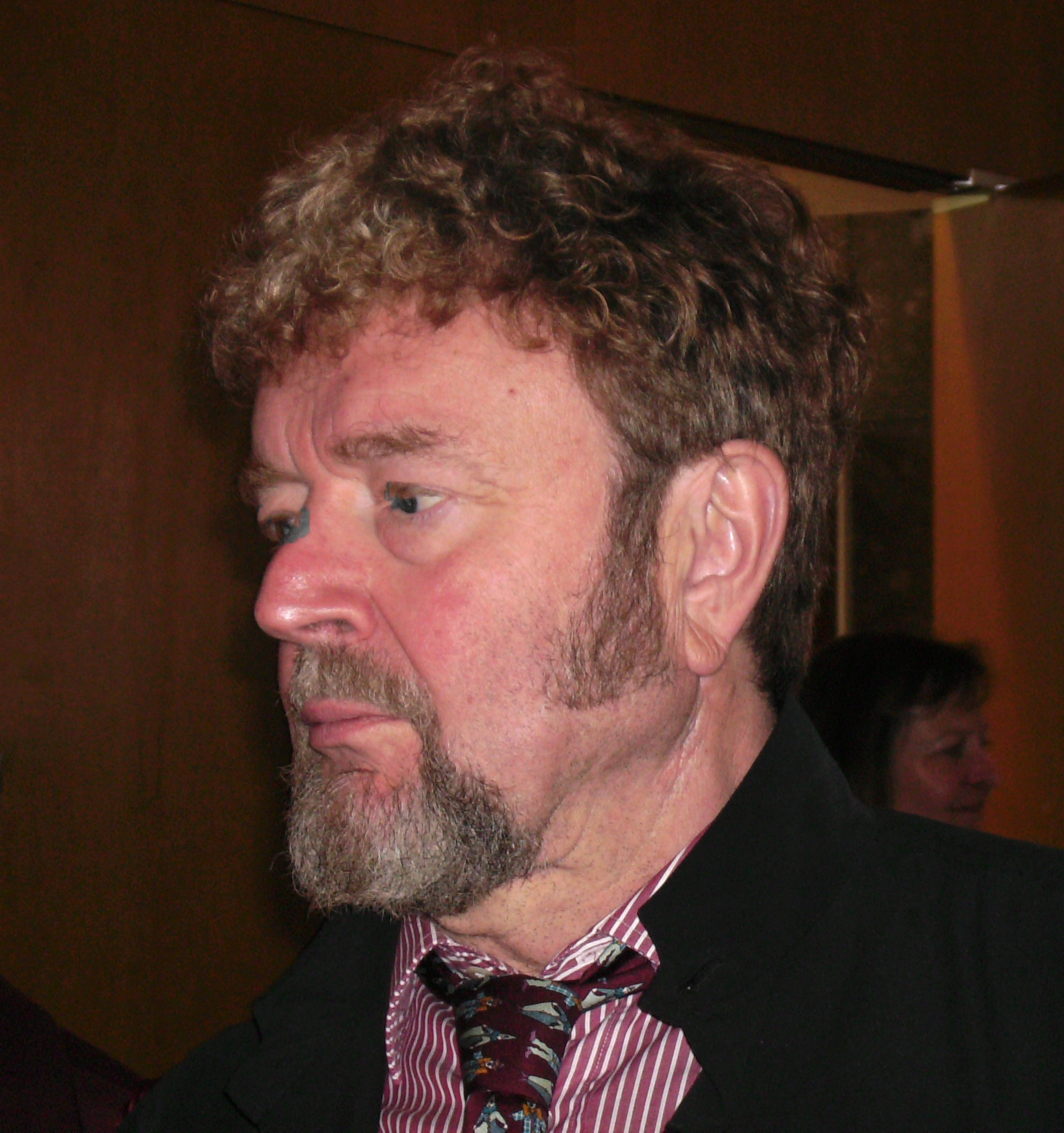
Siegmund Nimsgern

- Richard Wenz (1876–1953), Pädagoge, Journalist und Schriftsteller
- Emma Stern (1878–1969), Geschäftsfrau und Malerin[38]
- Elisabeth Hallauer (1879–1952), deutsche Textilhändlerin und Politikerin (Zentrumspartei des Saargebietes)
- Hans Marzen (1882–1924), Landrat im Restkreis St. Wendel-Baumholder
- Johann Recktenwald (1882–1964), NS-Arzt, Direktor der NS-Zwischenanstalt Andernach
- Mia Münster (1894–1970), Malerin
- Josef Koch (1895–1983), Mediziner, Ehrenbürger der Stadt Telgte
- Wilhelm „Willy“ Haubrichs (1911–1982), Vorsitzender des Bundes der Steuerzahler
- Hans Engländer (1914–2011), Mediziner, Biologe, Ornithologe und Hochschullehrer
- Hans Adolf Halbey (1922–2003), Germanist und Autor
- Artur Kratz (1927–2004), Restaurator, Bildhauer und Maler
- Hanns Schönecker (1928–2005), Architekt
- Robert Wagner (1928–2014), Politiker, geboren in Urweiler, wohnte in St. Wendel-Urweiler
- Leo Kornbrust (1929–2021), Bildhauer
- Albert Haberer (1933–2020), Bildender Künstler und Lehrer
- Alfons Klein (* 1935), Philologe und Schriftsteller
- Wolfgang Palz (* 1937), Physiker, Hochschullehrer und Autor
- Paul Tholey (1937–1998), Psychologe
- Siegmund Nimsgern (* 1940), Opernsänger
- Paul Klein (* 1941), Soziologe, Psychologe und Hochschullehrer
- Hans Walter Klein (1942–2016), Schauspieler
- Ernst Schneider (* 1944), Unternehmensberater, Verhaltenstrainer und Fachbuchautor
- Anton Hans (* 1945), Geschäftsführer und Verwaltungsdirektor im Ruhestand
- Henner Wittling (* 1946), Politiker (SPD)
- Klaus Bouillon (* 1947), Politiker (CDU)
- Armin Lang (* 1947), Politiker (SPD)
- Bernd Franke (* 1948), Fußballspieler
- Günter Morsch (* 1952), Historiker und Gedenkstättenleiter
- Roland Braun (* 1953), Brigadegeneral der Luftwaffe
- Cassius Clemens (1953–2025), Club- und Labelbetreiber
- Hans Ley (1954–2015), Politiker
- Stephan Molitor (1955–2023), Historiker, Archivar und Hochschullehrer
- Dominik Groß (* 1964), Mediziner, Medizinhistoriker und Hochschullehrer
- Karin Scherschel (* 1968), Soziologin
- Matthias Maurer (* 1970), ESA-Astronaut und Materialwissenschaftler
- Maria Isabella Kirkitadse (* 1971), Rechtsanwältin
- Tanja Pavel (1972–2022), Politikerin (CDU), MdL
- Nadine Schön (* 1983), Politikerin (CDU)
- Sebastian Schorr (* 1989), Politiker (CDU)
- Tom Weber (* 1989), Volleyballspieler
- Selina Wagner (* 1990), Fußballspielerin
- Desiree Becker (* 1994), Politikerin (Die Linke)
- Christopher Salm (* 1994), Politiker (CDU)
- Jennifer Haben (* 1995), Sängerin der Symphonic-Metal-Band Beyond the Black
- Jerome Müller (* 1996), Handballspieler
- Johanna Recktenwald (* 2001), Para-Ski-nordisch-Sportlerin